# Hausnummer

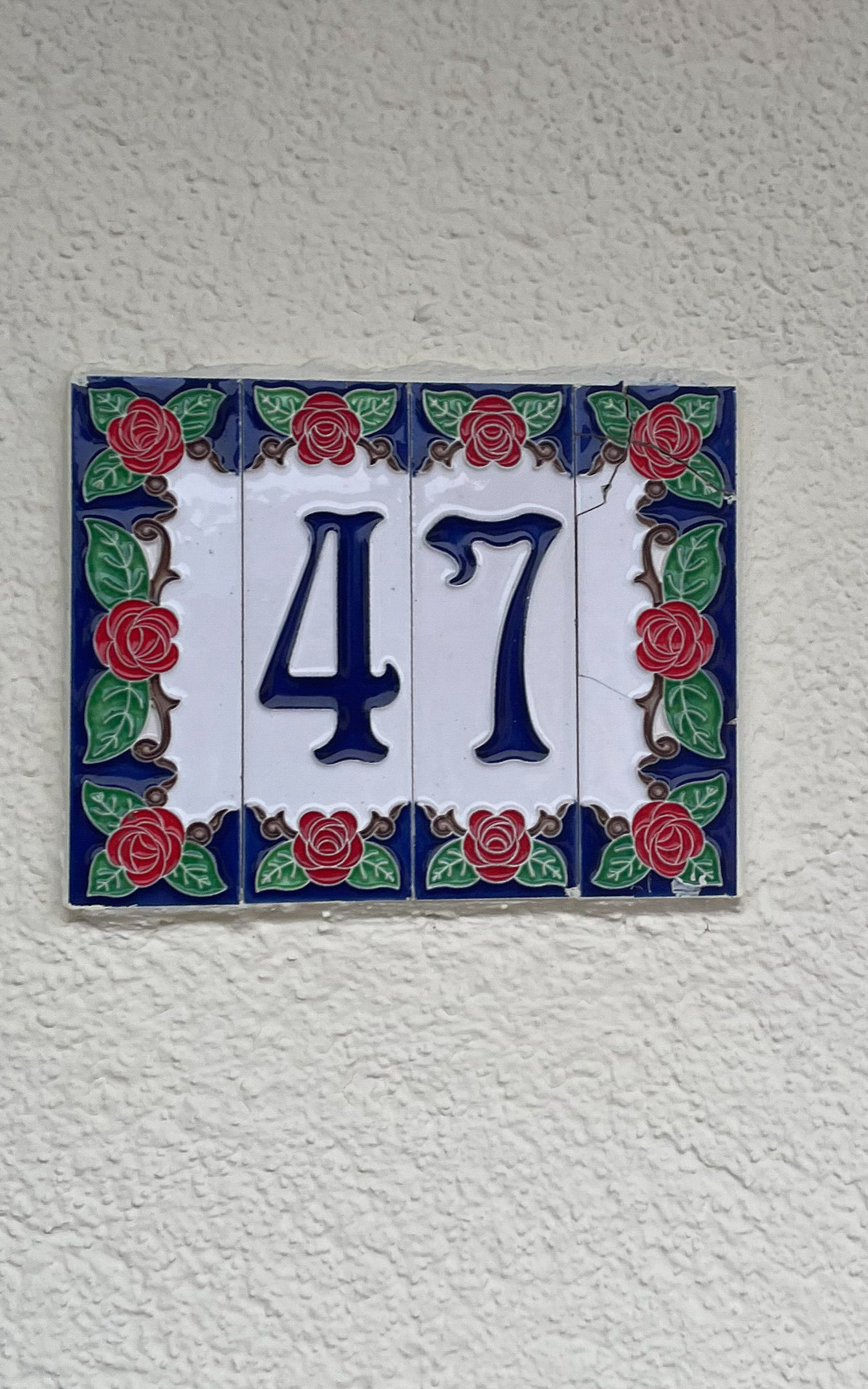
Hausnummer aus Keramik

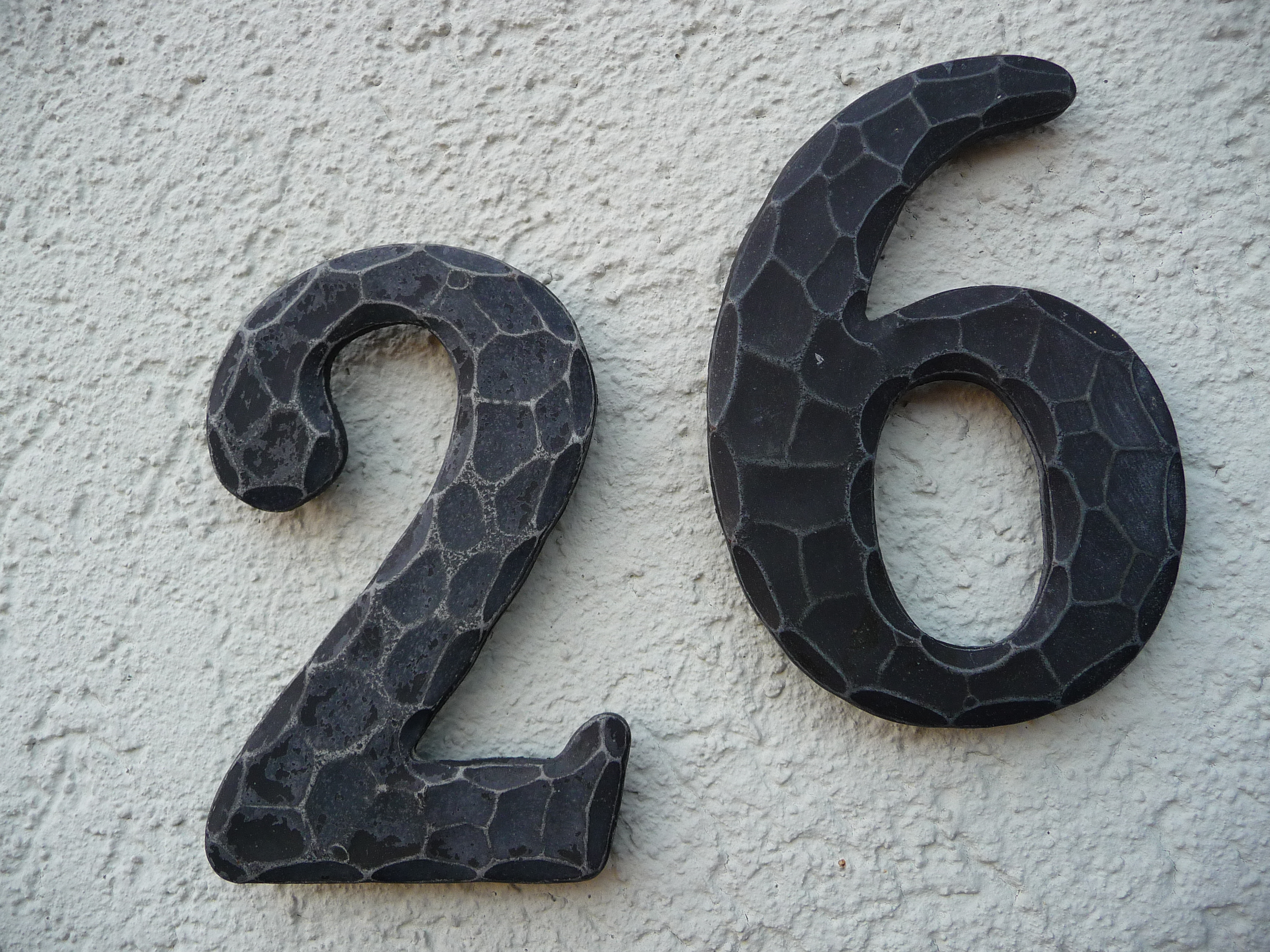
Ziffern aus Eisen

Eine Hausnummer ist eine Bezeichnung, die ein bestimmtes Gebäude in einer Straße oder einem Ort eindeutig kennzeichnet. Sie dient der Adressierung, Orientierung und der Auffindbarkeit eines Gebäudes. In Deutschland, Österreich, Liechtenstein und in der Schweiz wird die Hausnummer im Rahmen der Gebäudeadressierung amtlich vergeben. Sie wird in amtlichen Verzeichnissen wie dem Liegenschaftskataster oder dem Grundbuch festgehalten und ist Teil der amtlichen Lagebeschreibung einer Immobilie.

## Form
Um ihren Zweck als Orientierungshilfe zu erfüllen, soll die Hausnummer dauerhaft und gut sichtbar an der Hauswand oder Grundstücksgrenze angebracht sein. Die ersten Hausnummern wurden daher mit wetterbeständiger Farbe an die Häuser gemalt. Sie sind zum Teil noch auf historischen Gebäuden erhalten. Im Gegensatz zu Straßenschildern ist das Anbringen von Hausnummernschildern in der Regel Sache des privaten Hauseigentümers. Verbreitet sind einfache, standardisierte Emailleschilder in schwarz–weiß oder weiß–blau. In Gebrauch sind auch Zierschilder aus Keramik, Schmiedeeisen, Holz, Kunststoff oder anderen Materialien; es gibt Schilder mit Zusatz des Straßennamens sowie beleuchtete Hausnummern. Die kommunalen oder den Denkmalschutz betreffenden Vorschriften können die Gestaltungsfreiheit erheblich einschränken: Form, Farbe, Größe, Schriftart und Anbringungsort können in einer Hausnummernverordnung festgelegt sein. Beleuchtete Hausnummern sind in mehreren deutschen Bundesländern, so in Hamburg und Berlin, vorgeschrieben.

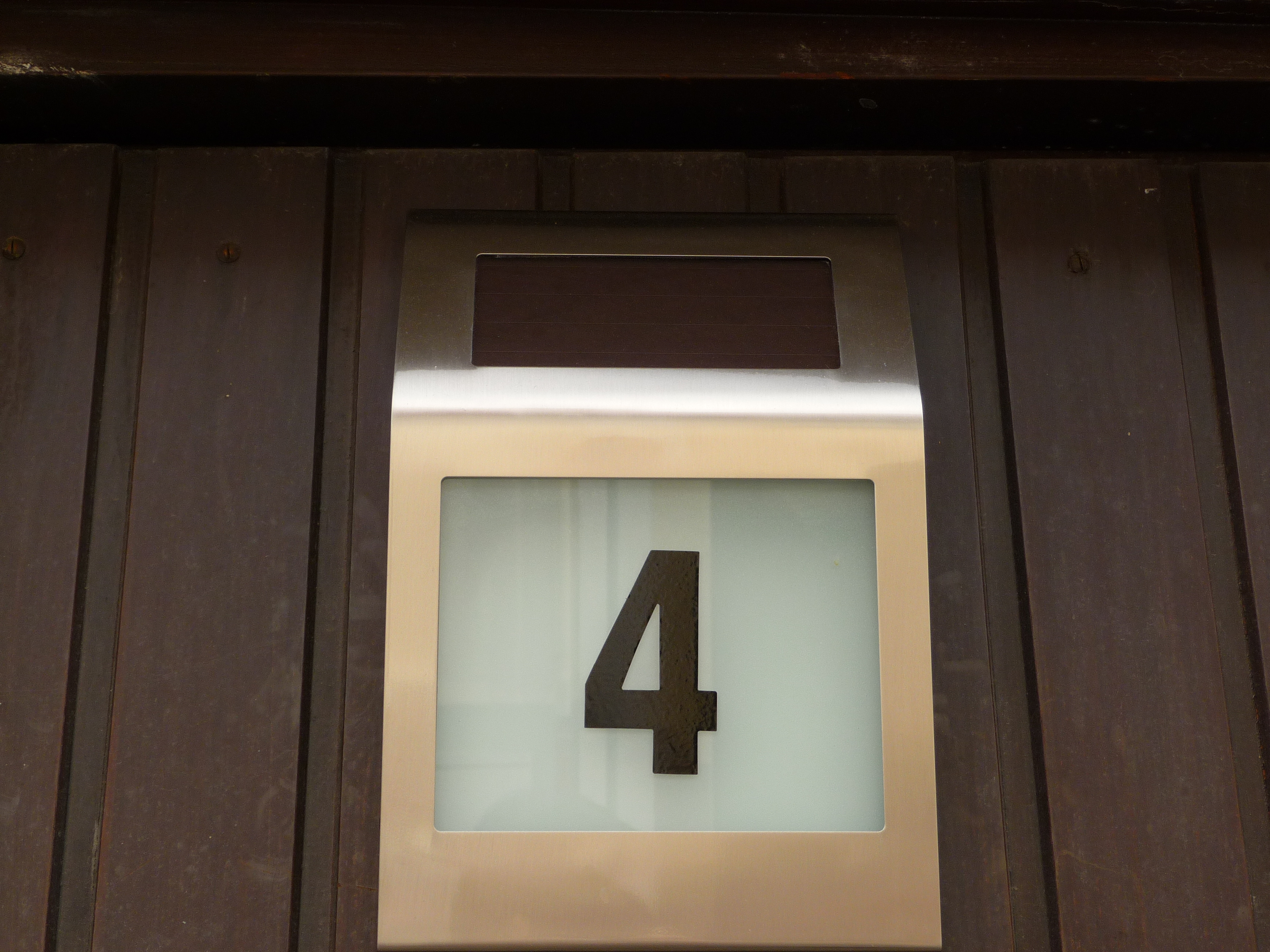
Hausnummer mit Solarmodul für nächtliche Beleuchtung
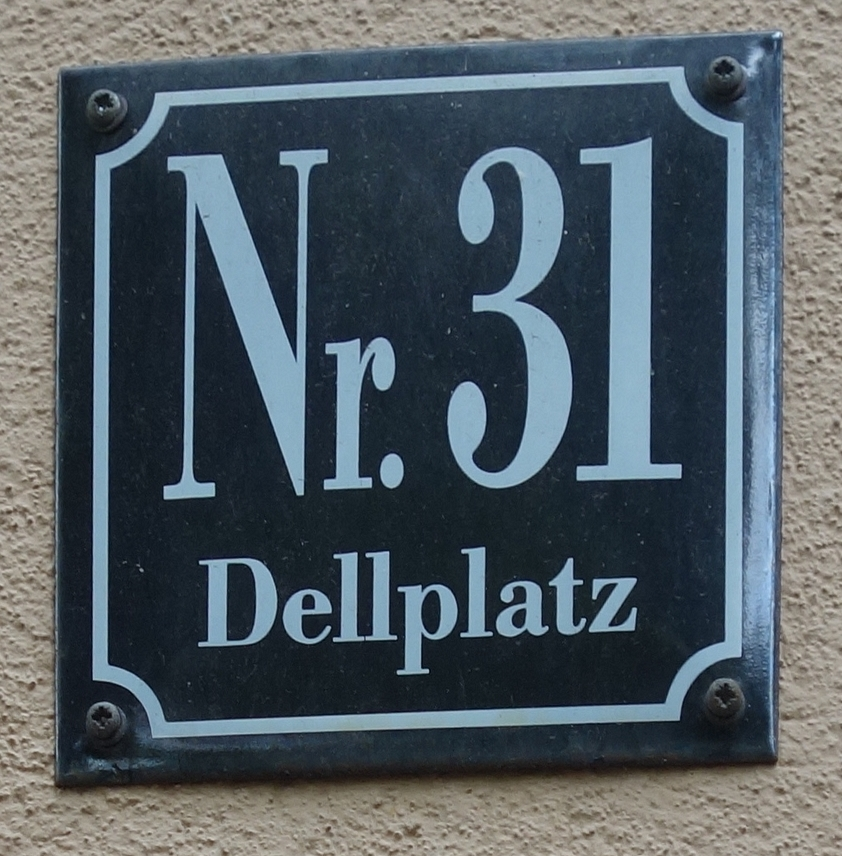
Hausnummer mit Zusatz „Nr.“ und Angabe des Platzes an einem Haus im Duisburger Dellviertel
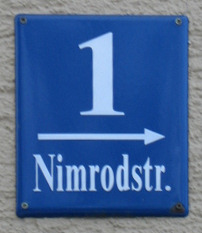
Standardisiertes Hausnummernschild in München, mit Angabe der Zählrichtung
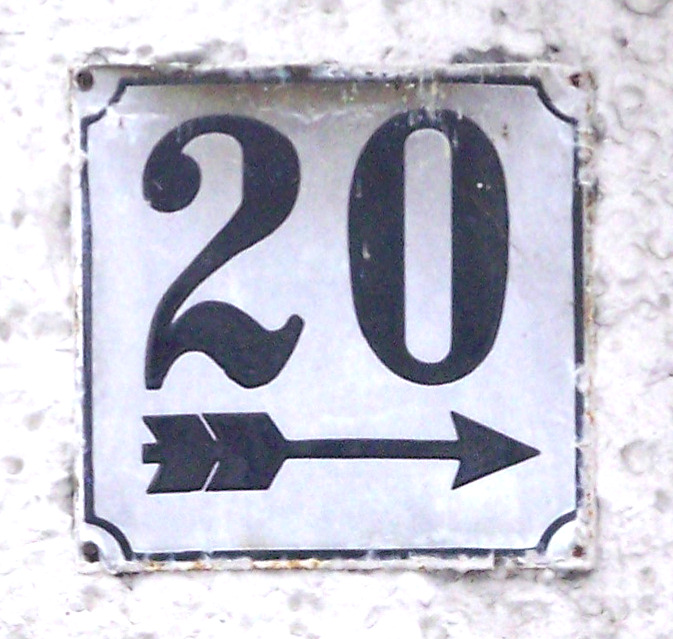
Altes Standard-Nummernschild in Berlin
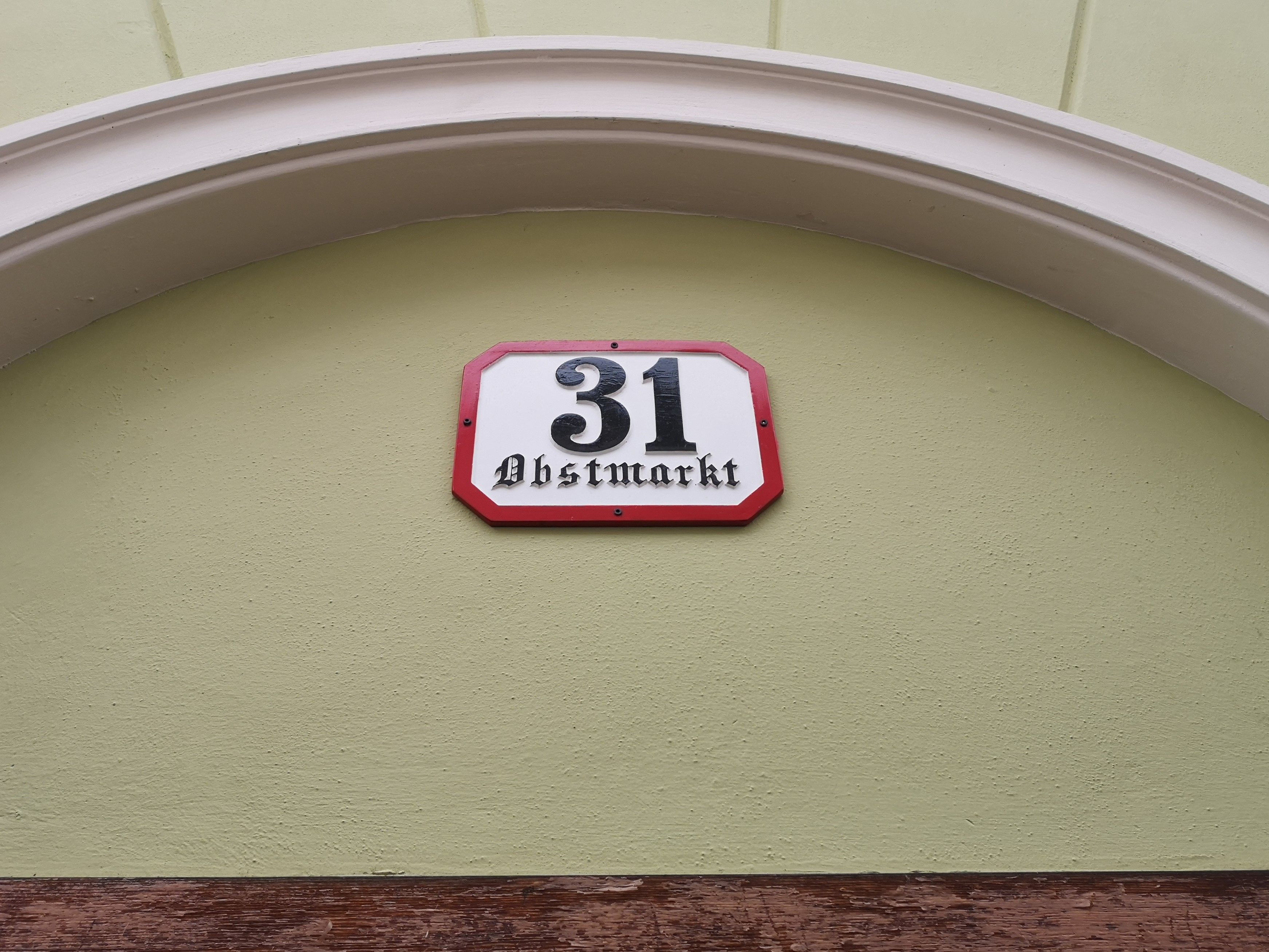
Altes Hausnummernschild auf Bozens Obstmarkt
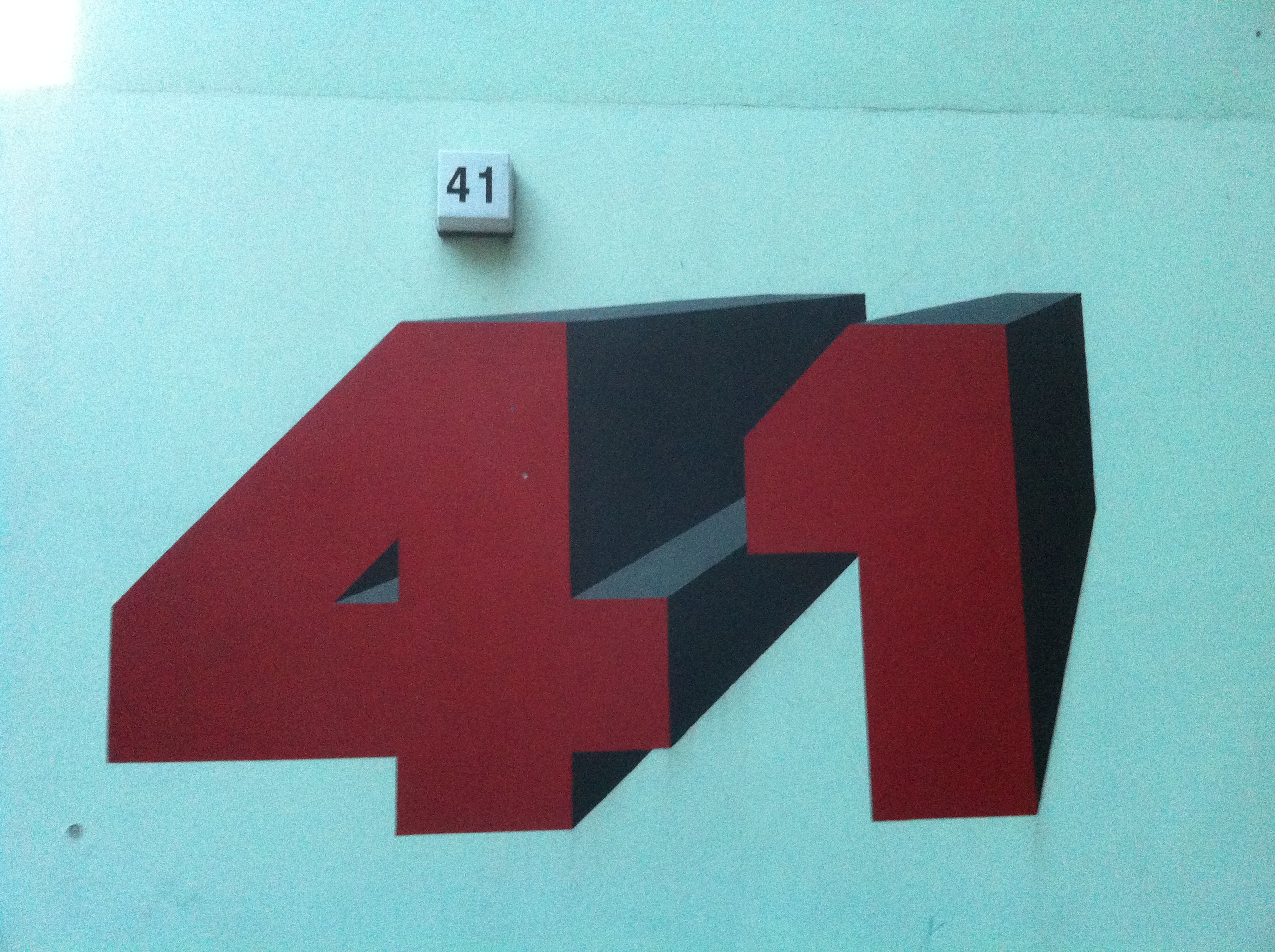
Nummernleuchte sowie übergroße künstlerische Hausnummern-Ausschilderung in Berlin-Mitte, Sickingenstr. 41
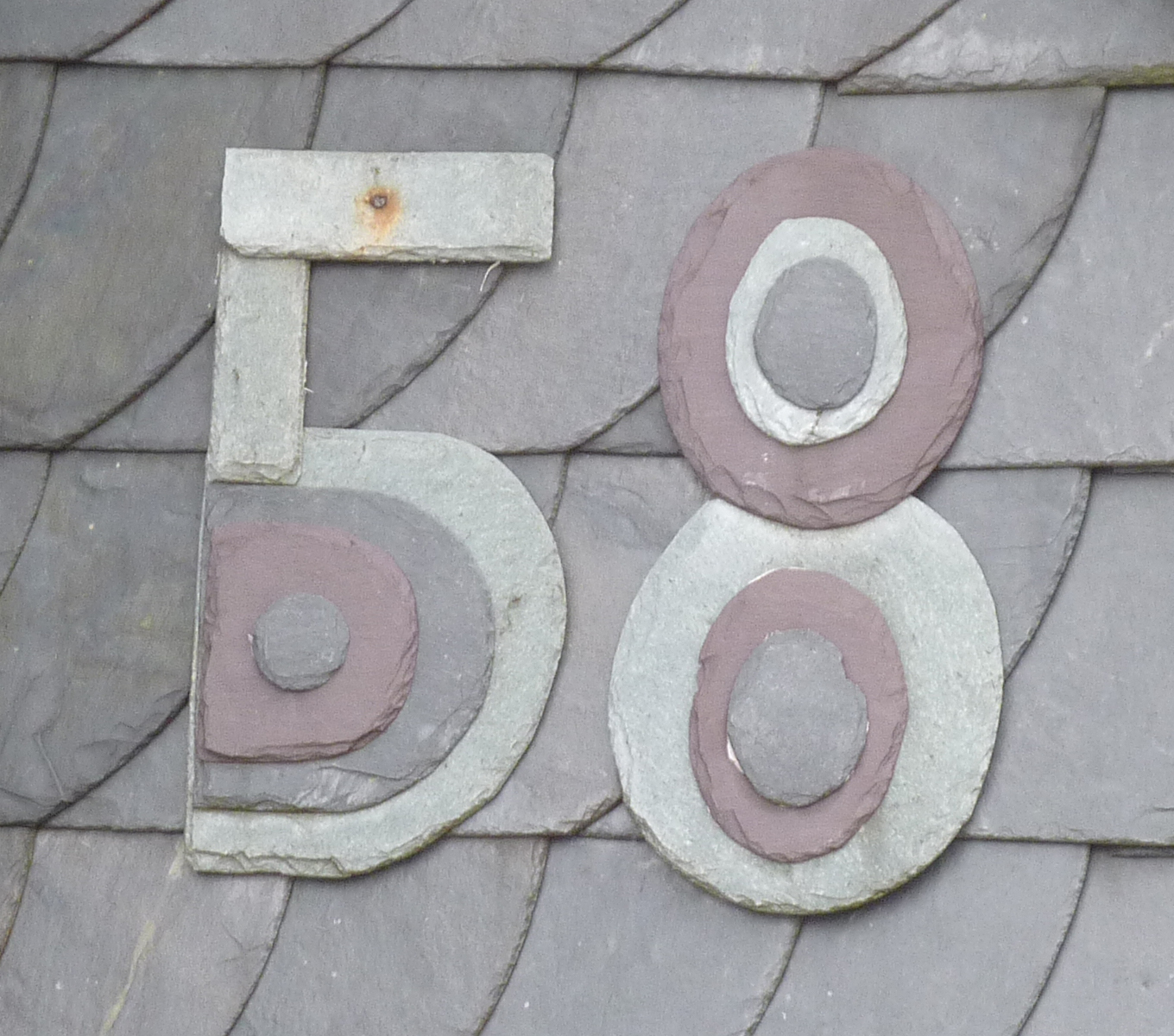
Hausnummer aus Schiefer
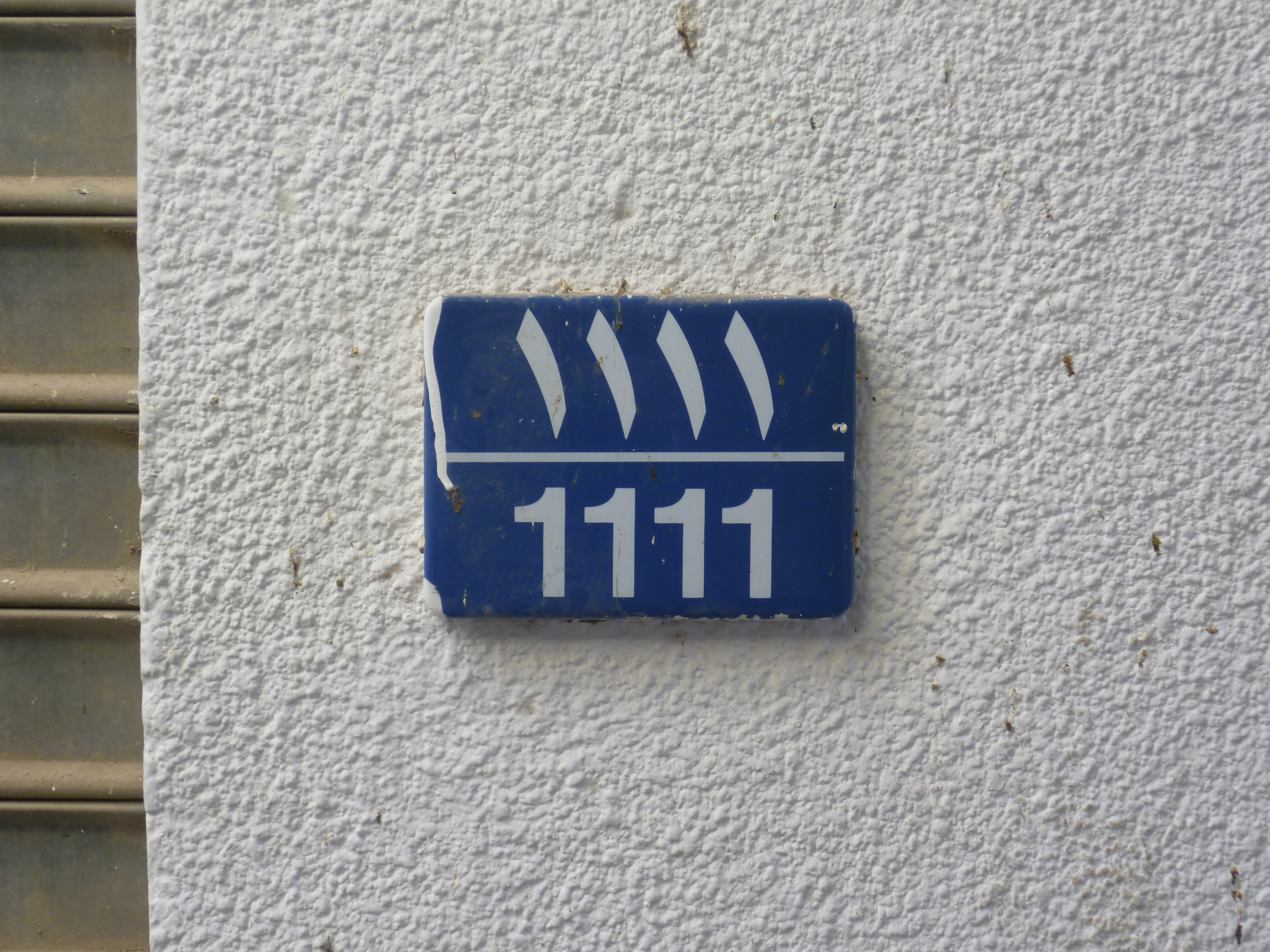
Hausnummer in Matrah (Oman)
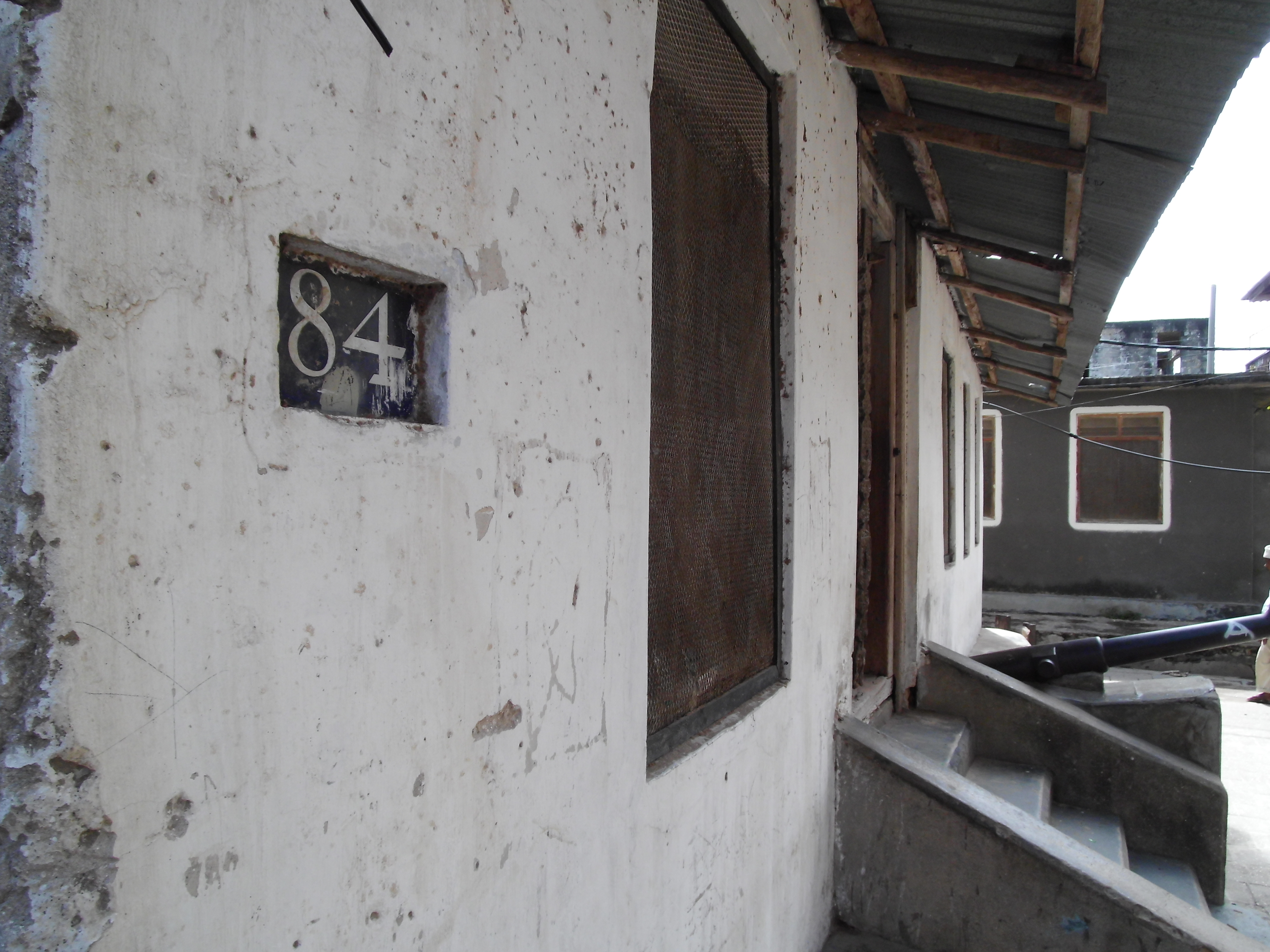
Hausnummer in Sansibar (Tansania)
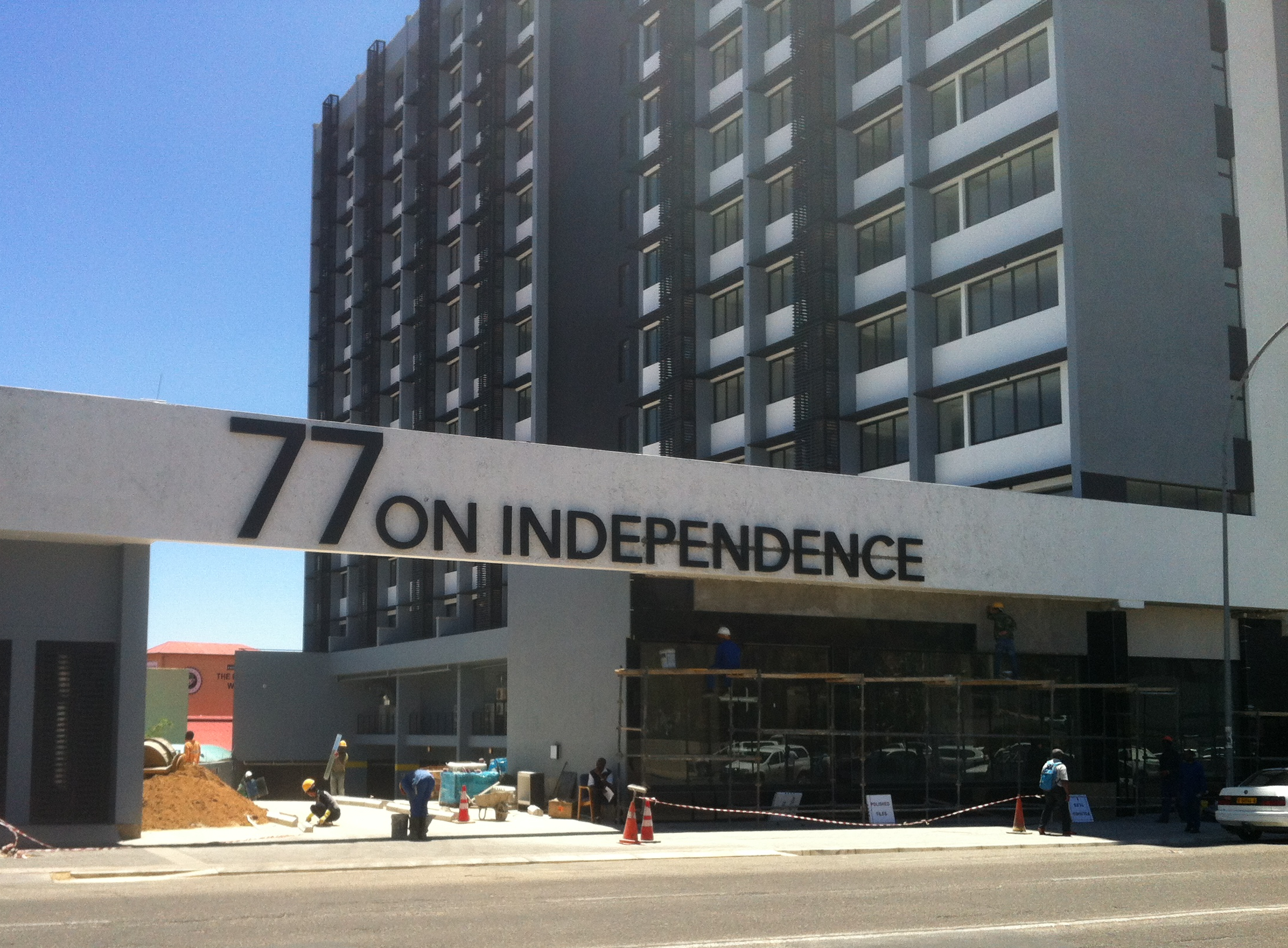
Hausnummer an einem Wohn-/Geschäftshaus in Windhoek (Namibia)
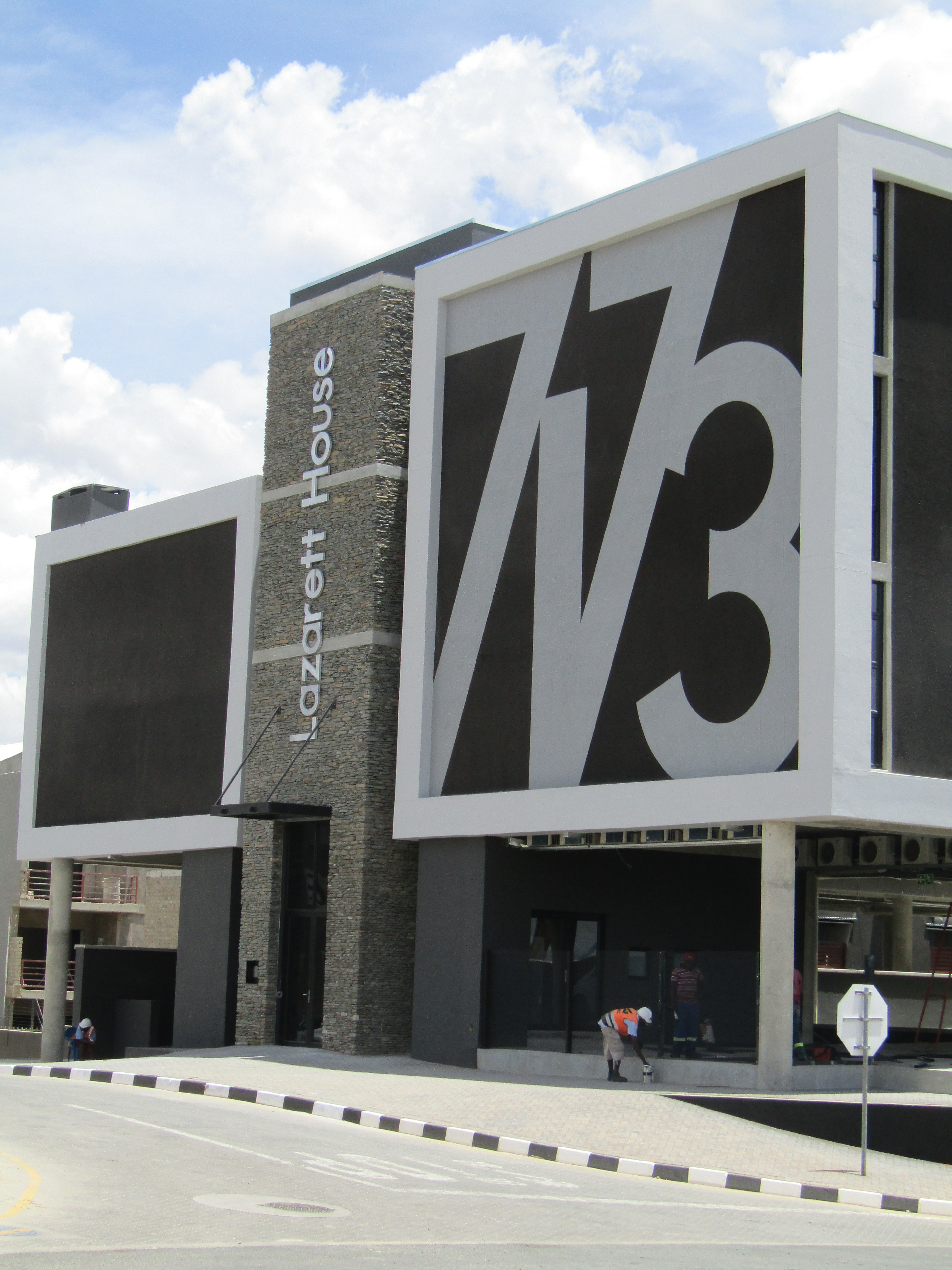
Künstlerisch überdimensioniert gestaltete Hausnummern 13 und 77 eines Eckgrundstücks an der Julius K. Nyerere-St. (früher Lazarett St.) 13 in Windhoek (Namibia)
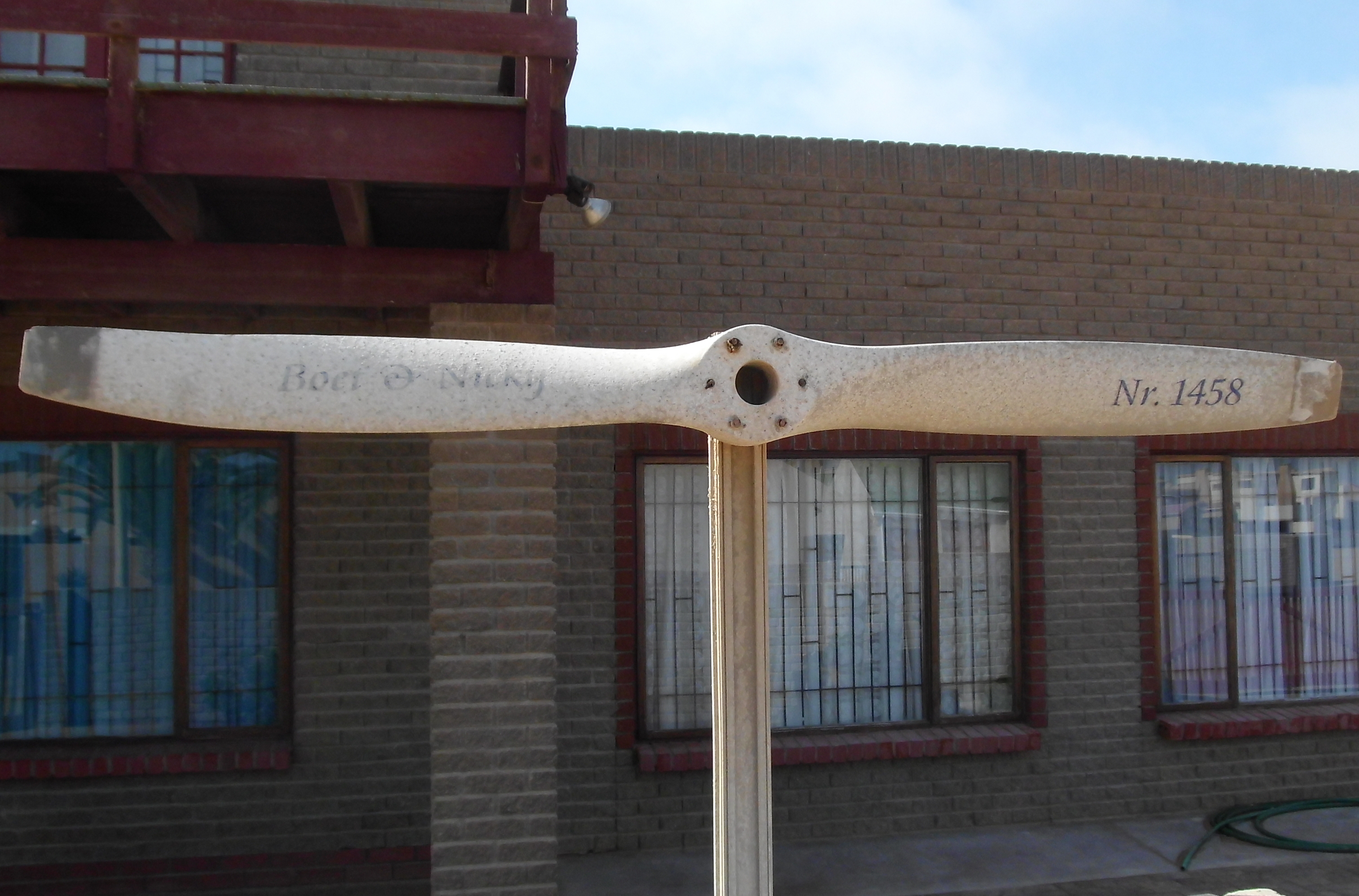
Hausnummer (Flurstücksnummer) in Henties Bay (Namibia)
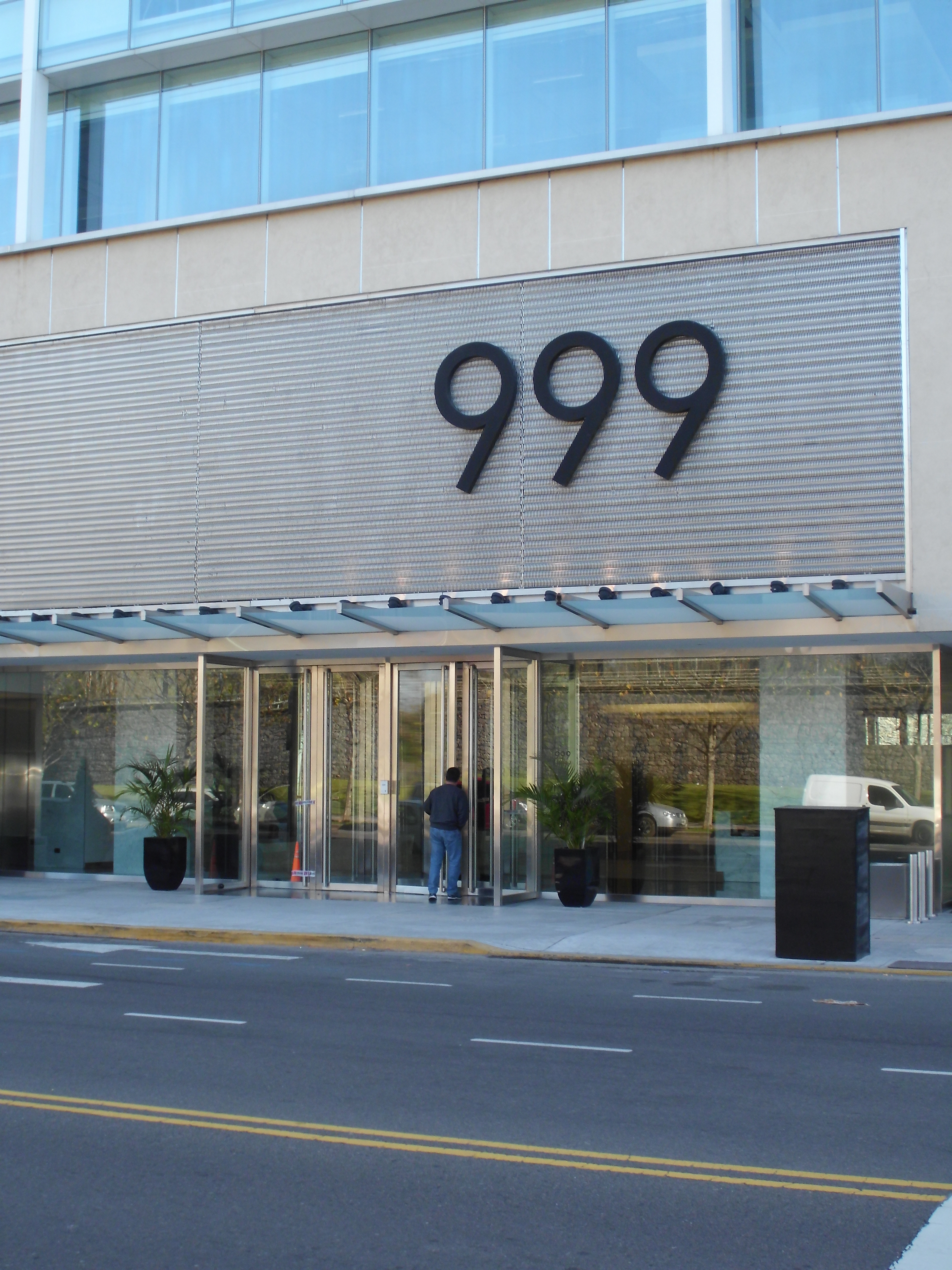
Hausnummer in Buenos Aires (Argentinien)
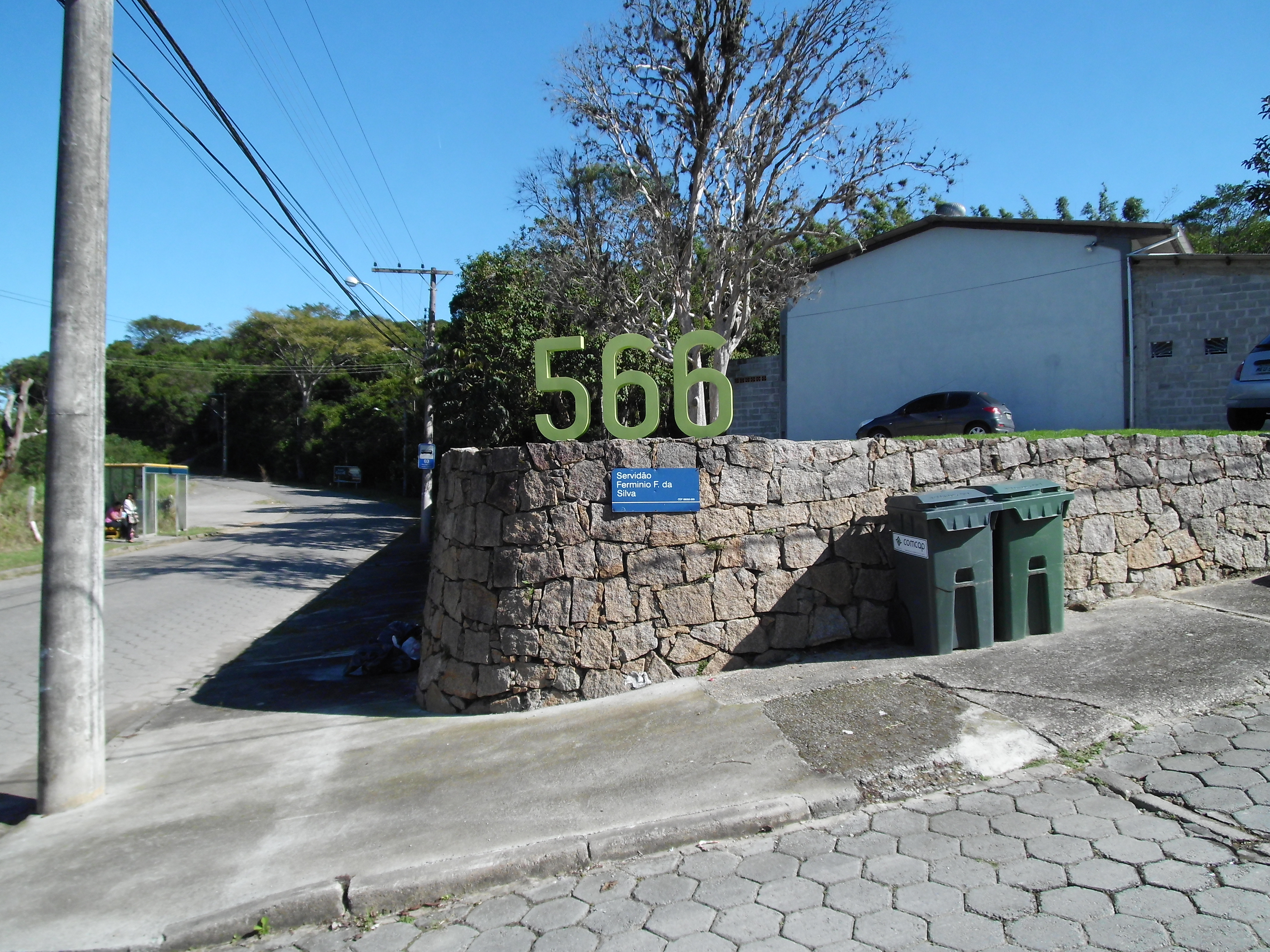
Hausnummer in Cacupé, Florianópolis (Brasilien)
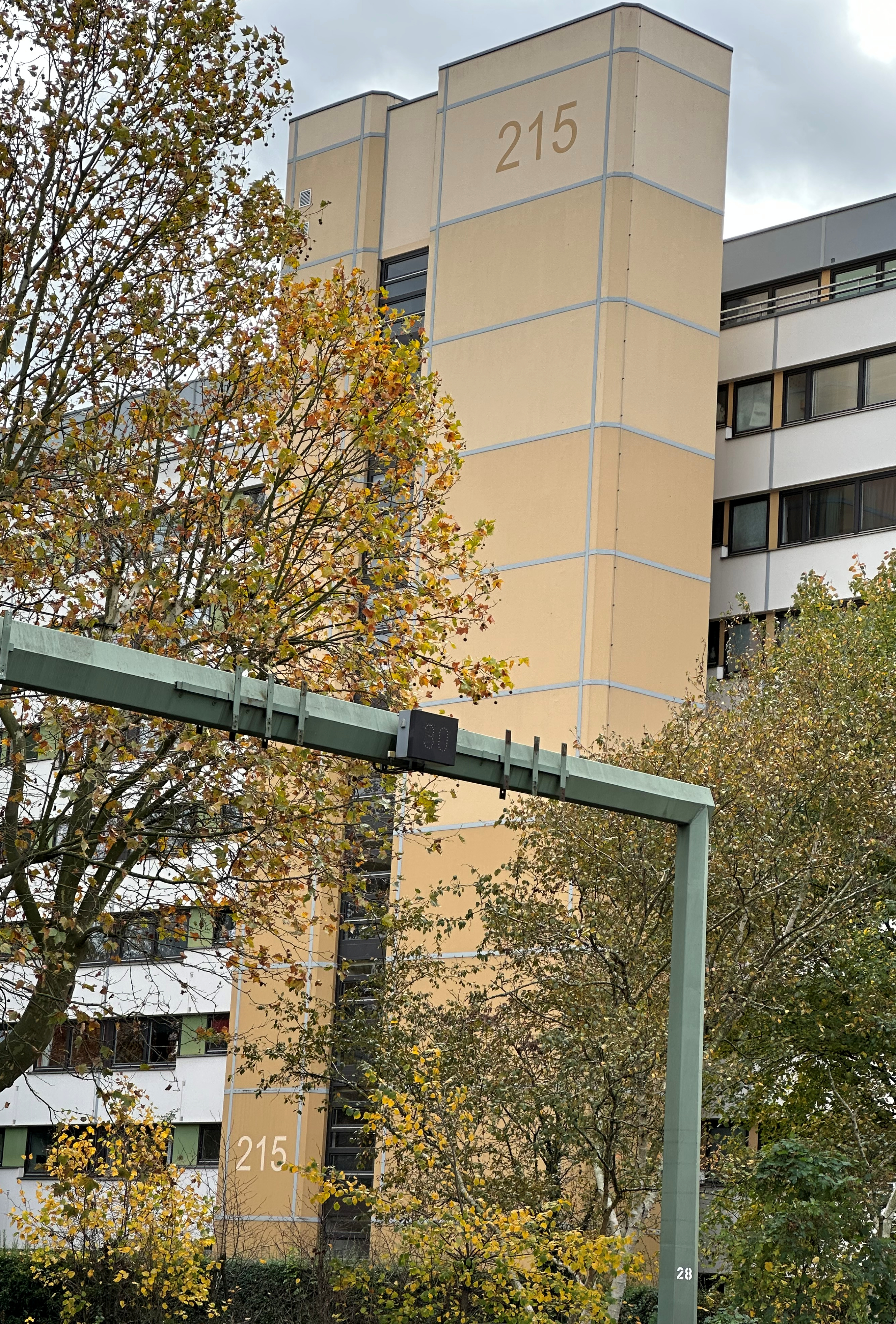
Zweifach angebrachte Hausnummer an der Heerstraße (215), Berlin-Spandau

## Beispiele

### Graz (Österreich)
Die Form der Hausnummer spiegelt zuweilen historische Entwicklungen wider. So hatten nach dem System des Wiener Schilderfabrikanten Michael Winkler (* 17. Juli 1822 in Místek; † 20. April 1898 in Wien) in der Habsburgermonarchie alle Straßen, die vom Zentrum an den Stadtrand führen, rechteckige Nummern- und Straßenbezeichnungstafeln, während alle anderen mit ovalen Tafeln versehen waren. Drei Beispiele aus Graz seien angeführt: Die Klosterwiesgasse und die Raubergasse führen vom Zentrum weg, die Merangasse und die Jungferngasse nicht; sie sind tangentiale Straßen bzw. Gassen. Die Hausnummernschilder hatten am Rand für jeden Bezirk eine charakteristische Farbe: I: rot; II: gelb; III: blau: IV: braun; V: grün; VI: grau. Allerdings wurden in Unkenntnis des Systems viele Schilder mit anderer Farbe übermalt. 

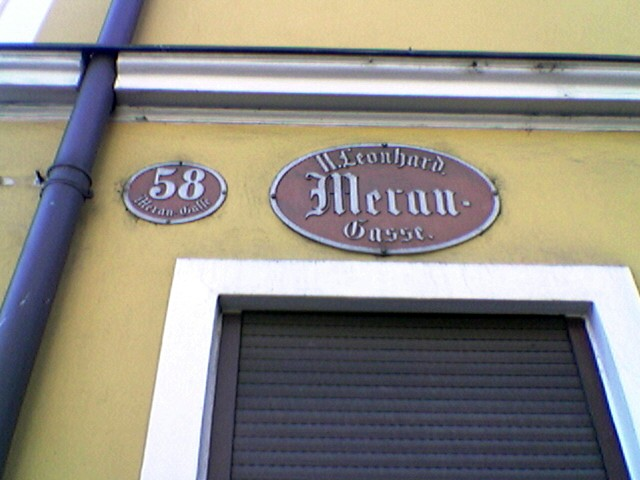
Graz, Merangasse (II: Bezirk, andersfarbig übermalt)
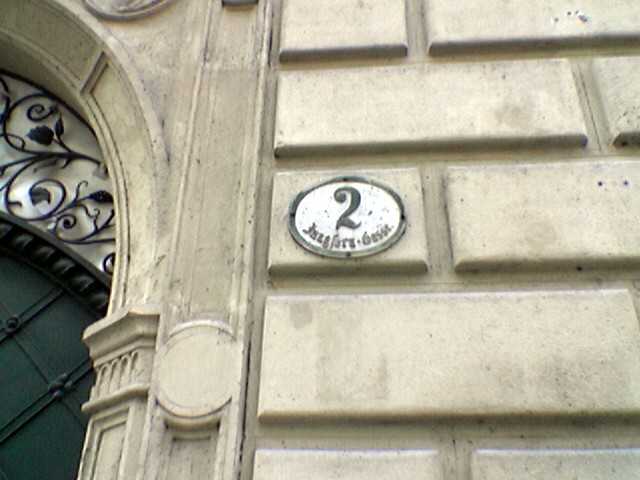
Graz, Jungferngasse (I. Bezirk, übermalt)
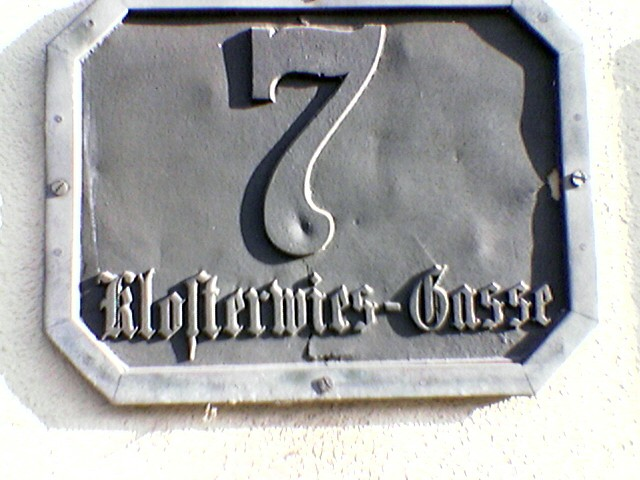
Graz, Klosterwiesgasse (VI. Bezirk)
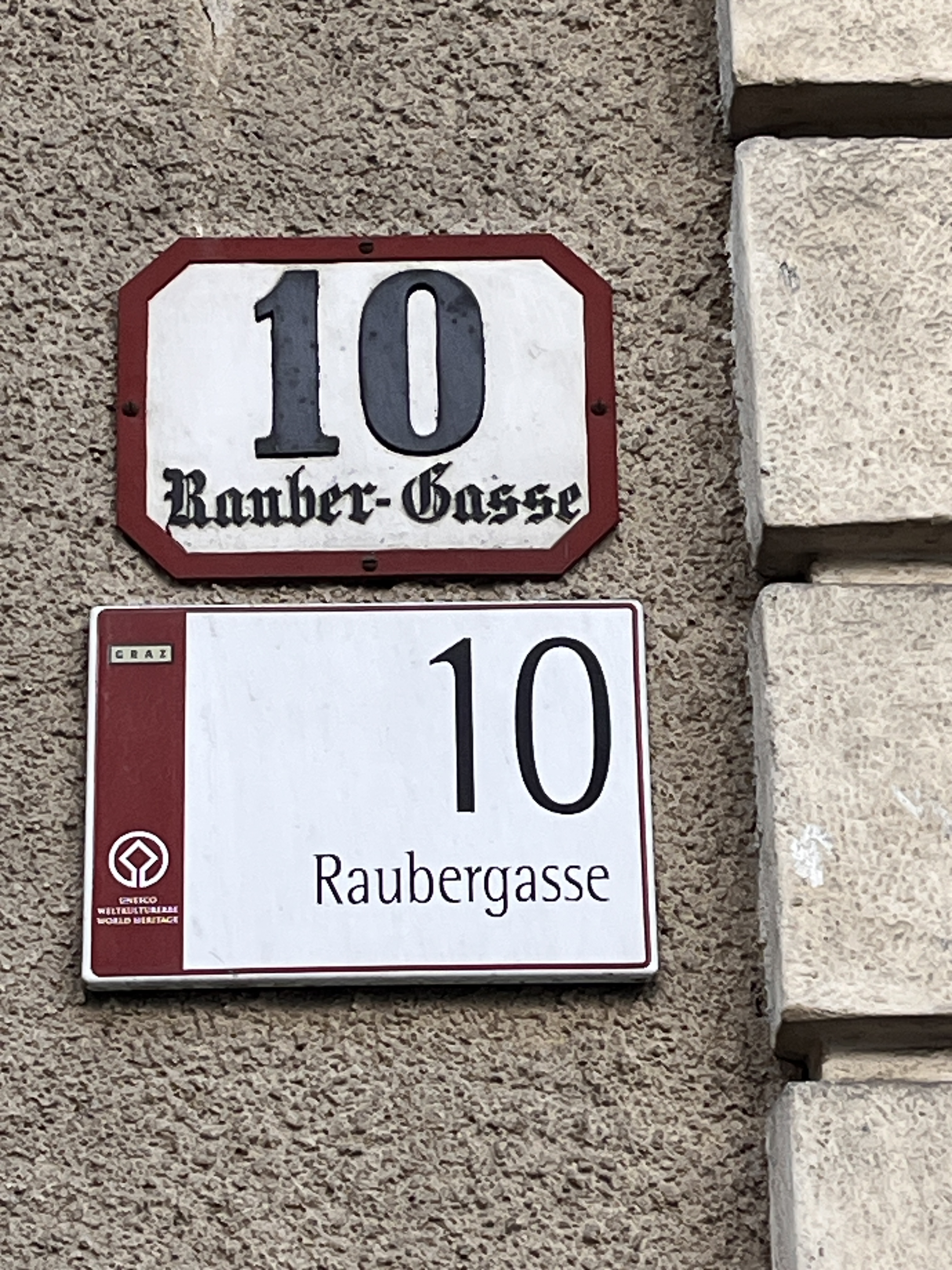
Graz, Raubergasse im I. Bezirk mir original rotem Rand, dazu das seit 2011 gültige UNESCO-Welterbeschild.

Ab 1969 wurden grüne Hausnummernschilder verpflichtend eingeführt. In Graz gibt es seit 2001 Hausnummerntafeln in zwei verschiedenen Ausführungen: Wenn die Hausnummern nicht im Bereich des Weltkulturerbes liegen, sind sie gemäß der Verordnung des Stadtsenates vom 19. Oktober 2001 in grüner Farbe mit weißem Randstreifen und Ziffern auszuführen. Im Bereich des Weltkulturerbes sind Tafeln gemäß der Verordnung des Stadtsenates vom 19. Oktober 2001 im speziellen UNESCO-Design auszuführen.

### Linz (Österreich)
In Linz sind Hausnummernschilder aus mehreren Epochen anzutreffen. Es gilt bei den alten dasselbe Schema wie in Graz (Habsburgermonarchie) mit eckigen bzw. ovalen Schildern. In den frühen 1930er Jahren wurden auch weiße Emailschilder mit blauem Rand eingesetzt. Ab den 1950er Jahren wurden neue, schwarze Schilder mit weißer Schrift eingeführt im Design der Straßenschilder. Seit den 1990er Jahren sind die Hausnummernschilder – so wie auch die Straßenschilder – weiß mit schwarzer Schrift. Im Stadtteil Kleinmünchen, der bis zum Jahr 1923 eine selbstständige Gemeinde war, sind auf einigen älteren Häusern dunkelblaue Emailleschilder mit weißer Schrift angebracht.
Die Gestaltung und Ausführung der Hausnummerntafeln ist durch Verordnung des Gemeinderates geregelt.

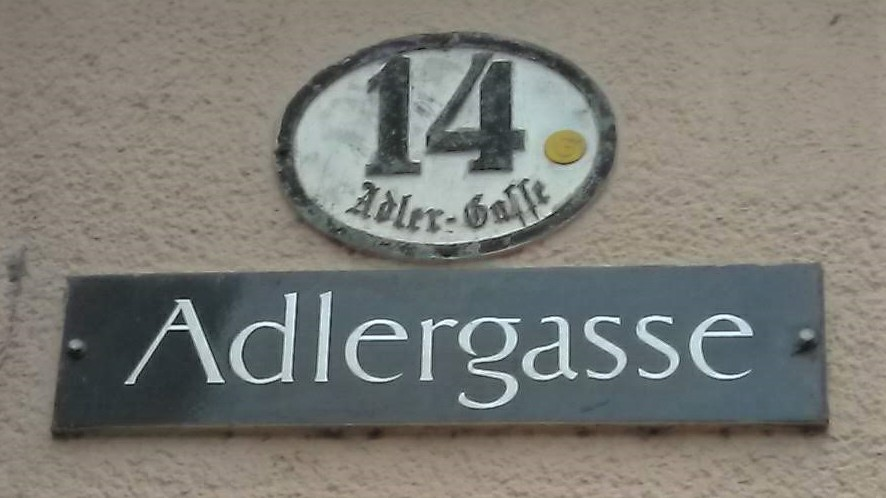
Linz, Modell Habsburgermonarchie, oval
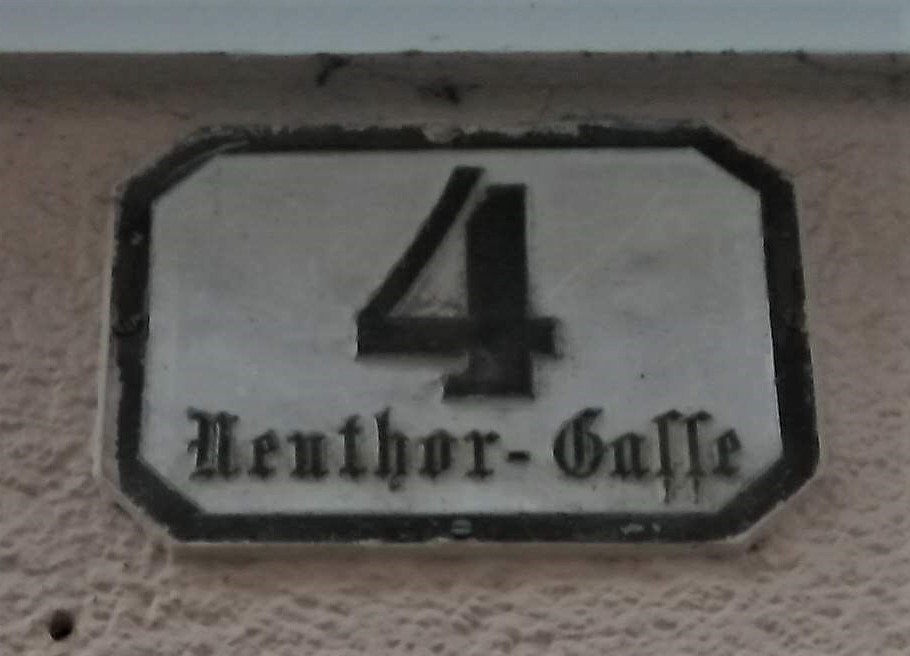
Linz, Modell Habsburgermonarchie, eckig
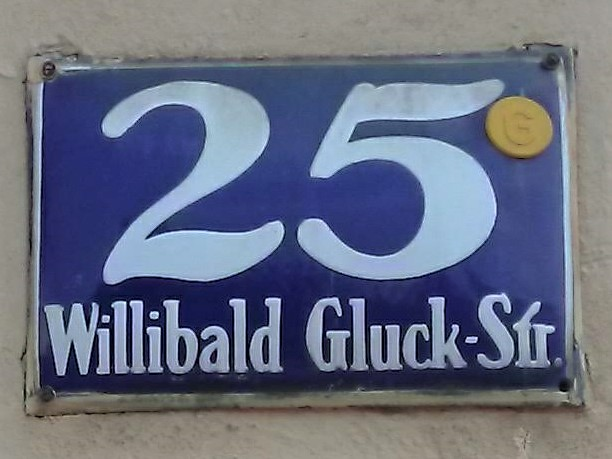
Linz, Modell Kleinmünchen 1920er Jahre
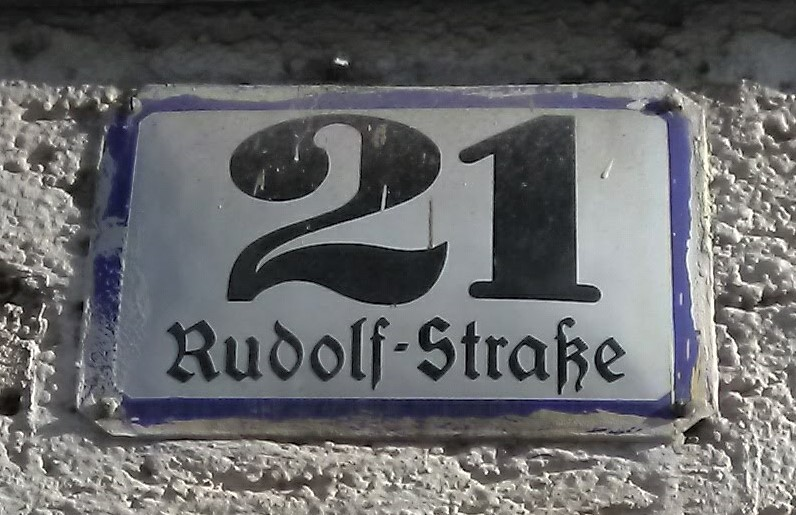
Linz, Modell 1930er Jahre
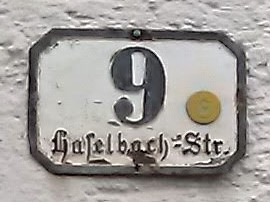
Linz, Modell St. Magdalena 1930er Jahre
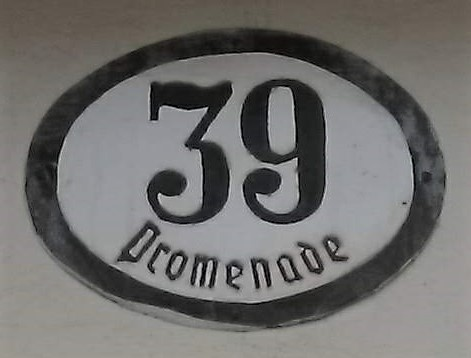
Linz, Modell 1940er Jahre, oval
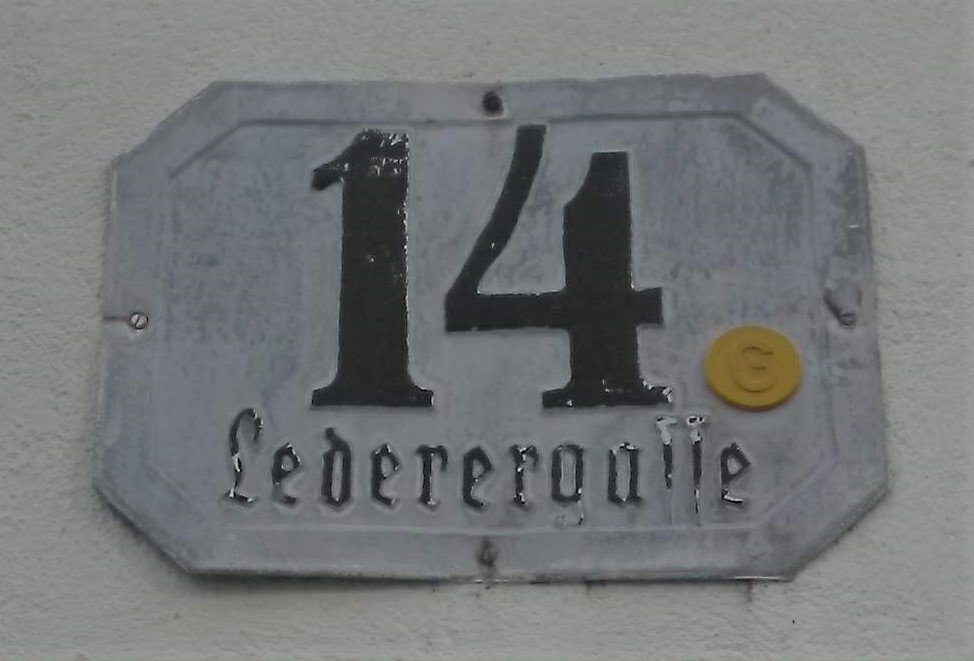
Linz, Modell 1940er Jahre, eckig
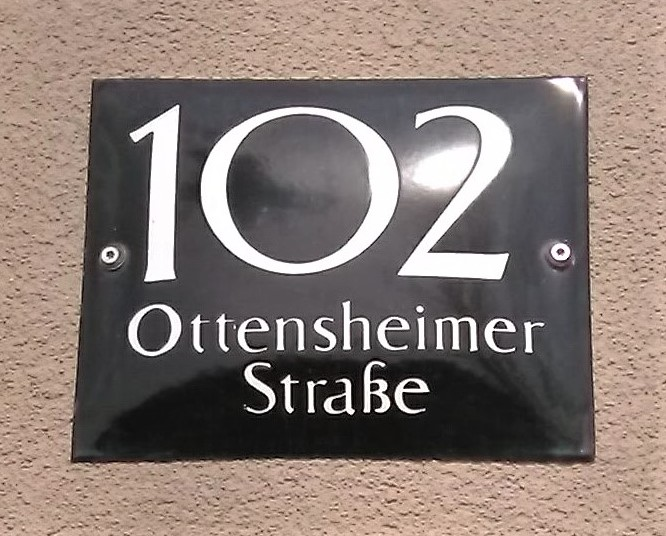
Linz, Modell 1950er Jahre (früher gewölbte Form)
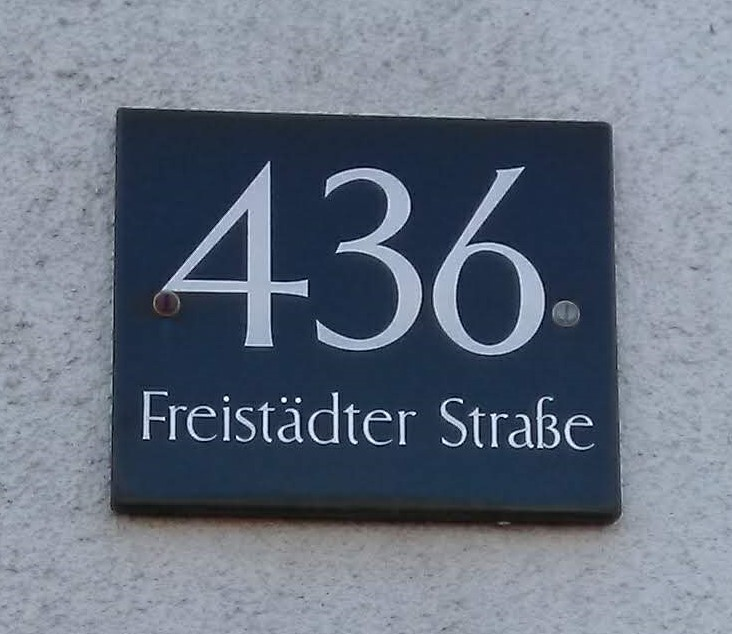
Linz, Modell 1950er Jahre (später ebene Form)
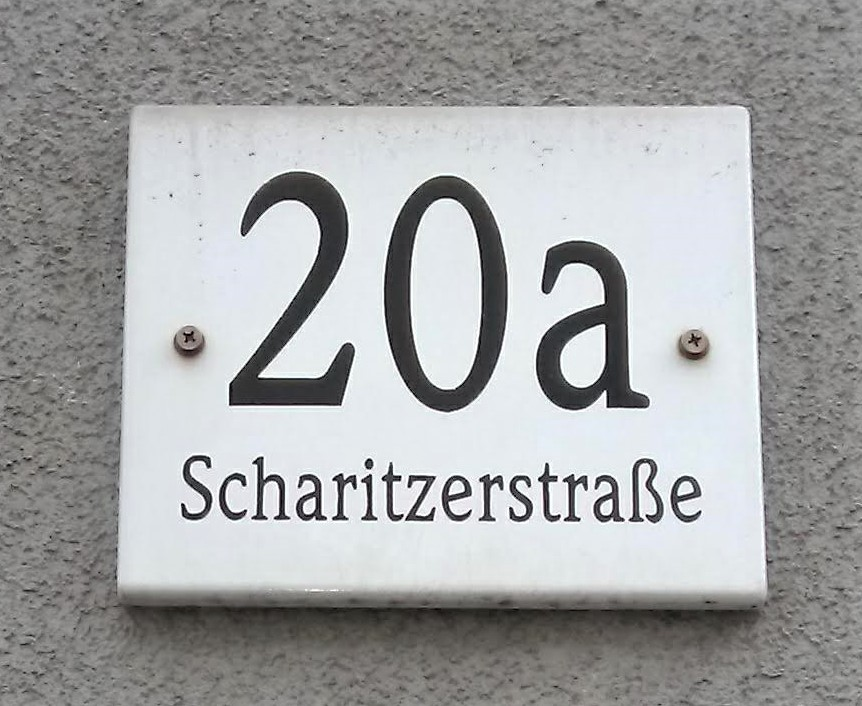
Linz, Modell 1990er Jahre bis heute

### Deutschland
Eine „besondere“ Form der Hausnummer kann als Auszeichnung dienen. Die Goldene Hausnummer bekamen Hausgemeinschaften in der DDR für vorbildliche Pflege und Gestaltung ihres Hauses.
Das Saarland verleiht seit dem Jahr 1996 eine Grüne Hausnummer für umweltbewusstes Bauen und Wohnen, einige Kommunen wie Erfurt und Mainz schlossen sich dem an.

### Baarle (Belgien/Niederlande)
In Baarle ist aufgrund des einzigartigen Grenzverlaufs jedes Hausnummernschild auch mit einer Nationalitätsbezeichnung (niederländisch oder belgisch) versehen.

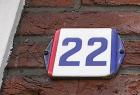
Baarle, niederländische Hausnummer
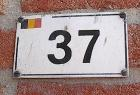
Baarle, belgische Hausnummer

## Geschichte
Bevor die Häuser mit Nummern versehen wurden, gab es zur Unterscheidung individuelle Hauszeichen und Häusernamen. Die Häuser in den Städten waren meist anhand von bemalten Schildern zu erkennen. In den Dörfern gab es Hofnamen (Hausnamen), die nicht mit dem Familiennamen des Hofinhabers übereinstimmen mussten.
Die ältesten Hausnummern stammen aus der frühen Neuzeit. Bereits im 15. Jahrhundert waren die 68 Häuser auf dem Pariser Pont Notre-Dame nummeriert, und seit 1519 wiesen die Häuser der Augsburger Fuggerei Nummern auf. Flächendeckend eingeführt wurden Hausnummern aber erst im 18. Jahrhundert: Dies begann beispielsweise 1724 bis 1728 mit den Pariser Vorstädten oder der Prager Judenstadt 1727. Ab 1737 folgten Kleinstädte in Preußen, die als Militärquartiere dienen sollten. Ab Mitte des 18. Jahrhunderts wurde die Häusernummerierung schließlich europaweit eingeführt: 1750 in Madrid, 1754 in Triest, 1762–1765 in London, ab 1779 in Paris. Berlin, als eine der letzten Großstädte der Hausnummernvergabe, schloss sich diesem Trend erst 1799 an.
In Wien begann die Diskussion um die Einführung von Hausnummern im Jahr 1753. Sie sollten im Zuge einer Polizeireform eingeführt und der Bevölkerung mit der Aussicht auf eine erleichterte Verbrechensbekämpfung schmackhaft gemacht werden. Erst bei neuerlichen Diskussionen Mitte der 1760er Jahre wurde bei einer Volkszählung unter dem Stichwort Seelenkonskription das Hausnummernsystem 1769 auf die ganze österreichisch-ungarische Monarchie übertragen. Unter anderem wies die Kaiserin Maria Theresia im Jahr 1770 den Wiener Bürgermeister an, „die Nummern an den Häusern bey Strafe von 9 Gulden kenntlich zu machen“. Die Nummern wurden direkt mit schwarzer oder roter Farbe auf die Hauswände gemalt.
Die Hausnummerierung war stets eine obrigkeitliche Maßnahme, die die staatliche Kontrolle in den Bereich der häuslichen Privatsphäre ausweitete. Die konkreten Begründungen waren unterschiedlich: Rekrutierungsmaßnahmen, Einquartierung von Militär, Bekämpfung von Bettlern, Steuer- und Versicherungsangelegenheiten. Die Untertanen wehrten sich vielerorts, kratzten die Hausnummern ab oder bewarfen sie mit Schmutz. Der Adel versuchte, die Nummerierung der Schlösser und Herrenhäuser zu verhindern. Das System setzte sich jedoch durch und am Ende des 18. Jahrhunderts waren Hausnummern für Postadressen im Gebrauch.
Die Notwendigkeit der Nummerierung von Häusern ist insbesondere seit den 1970er Jahren durch den flächendeckenden Rettungsdienst bei Notfalleinsätzen dringlicher geworden. Anfahrtszeiten bei Notfalleinsätzen verzögern sich durch fehlende oder schlechte Kennzeichnung.

## Nummerierungssysteme

### Konskriptionsnummer

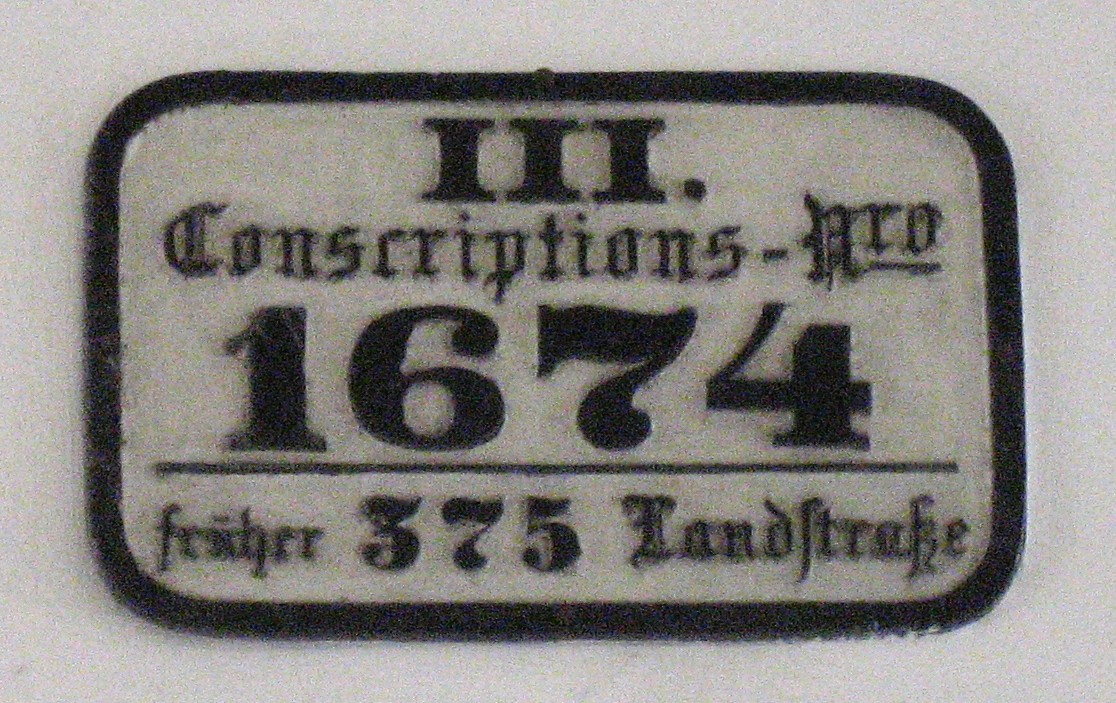
Wien-Landstraße, Haus Ungargasse 27: „Conscriptions-Nr. 1674, früher 375 Landstraße“

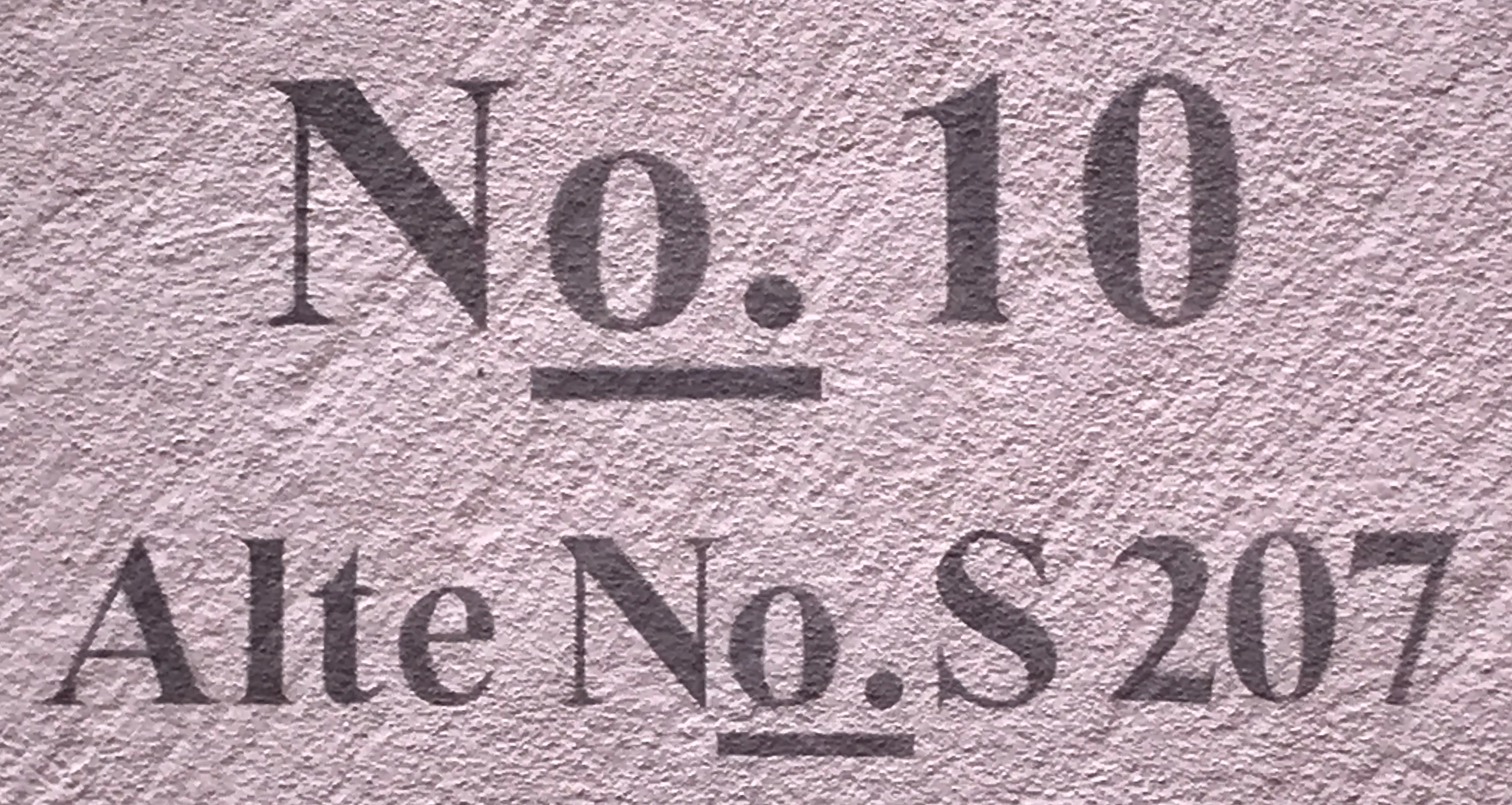
Hausnummer an der Weißgerbergasse in Nürnberg in wechselseitiger Nummerierung mit gleichzeitiger Angabe der früheren Konskriptionsnummer (ab 1796)

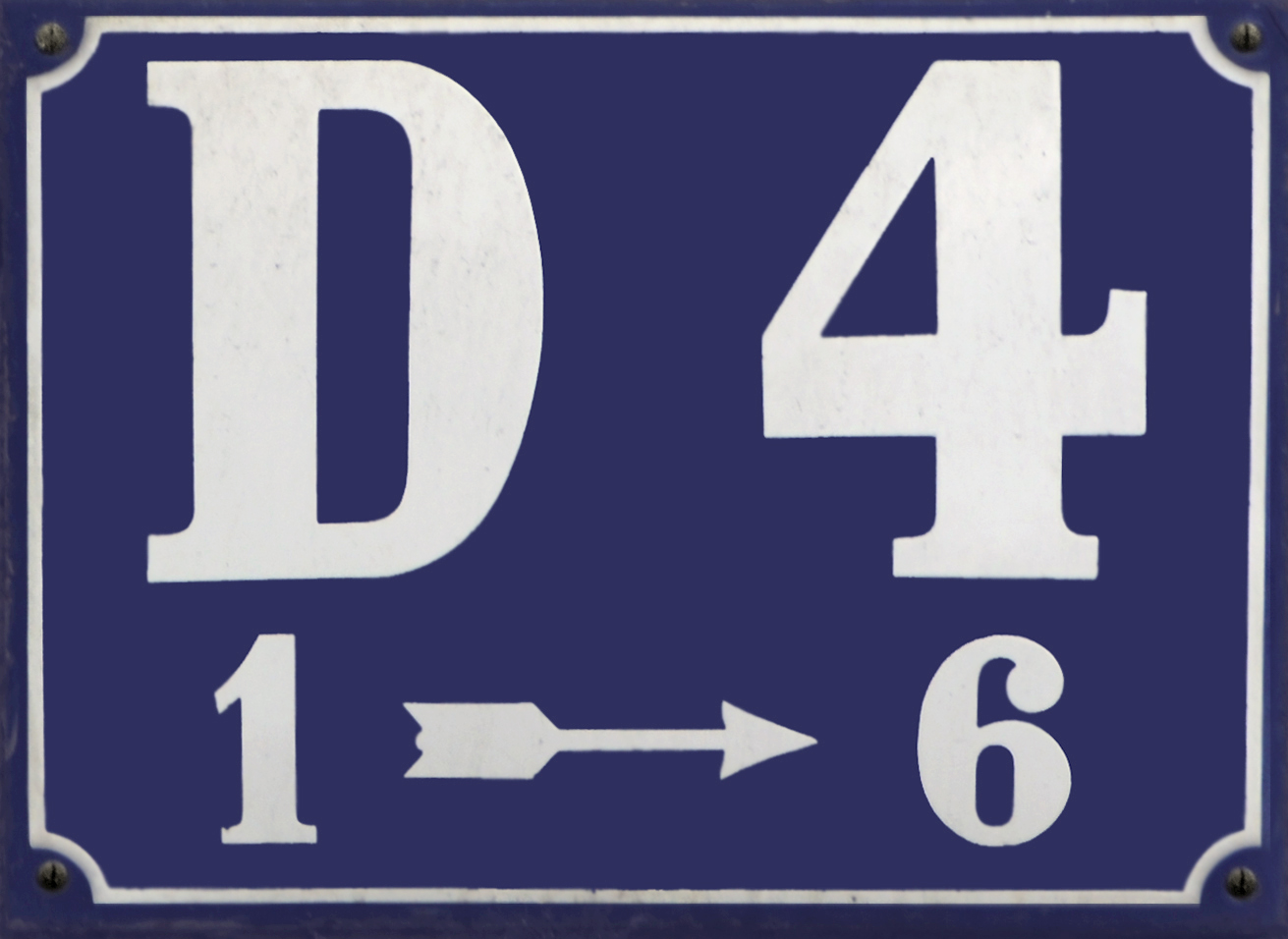
Straßenschild in Mannheim

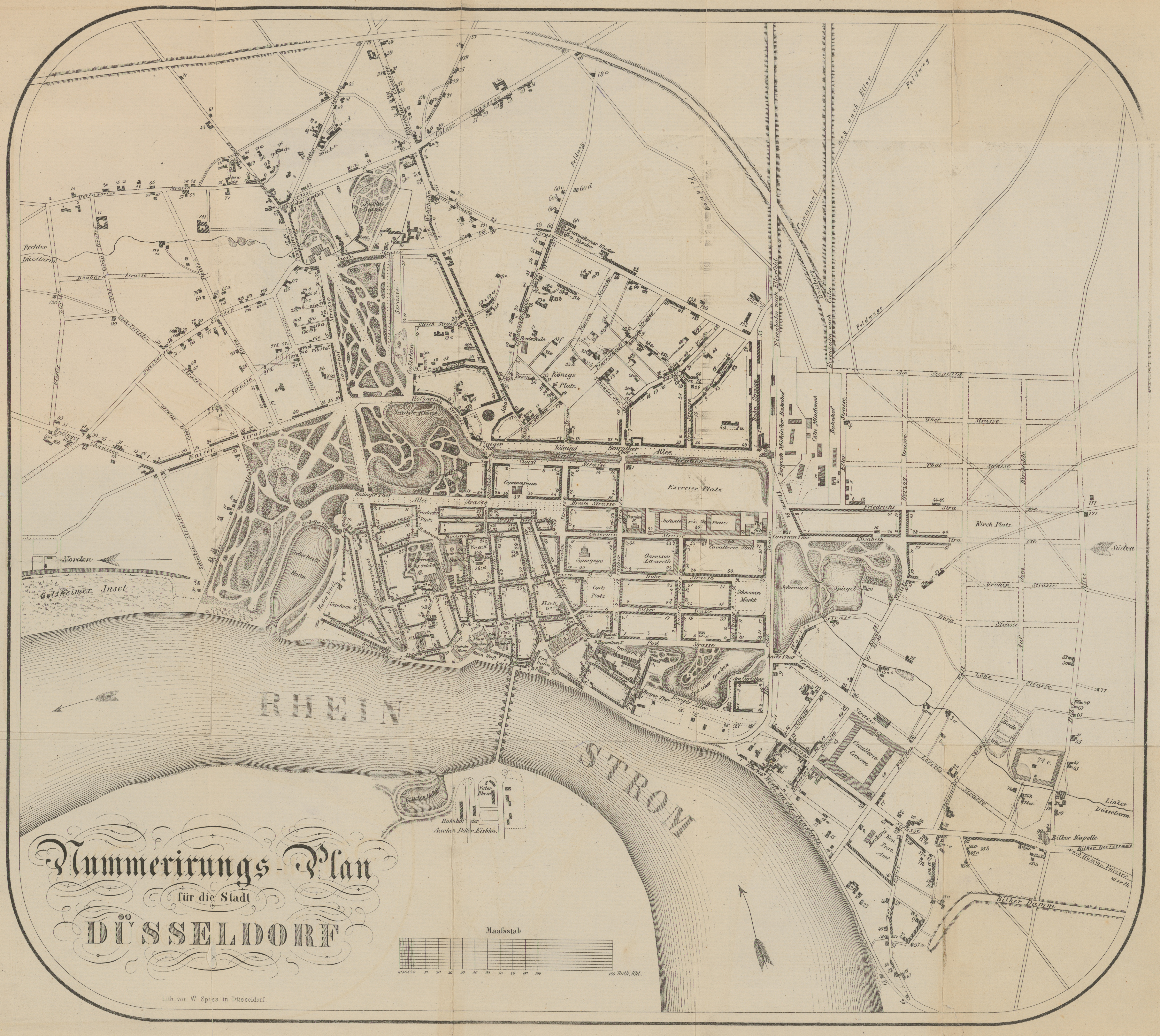
Nummerirungsplan für die Stadt Düsseldorf 1858

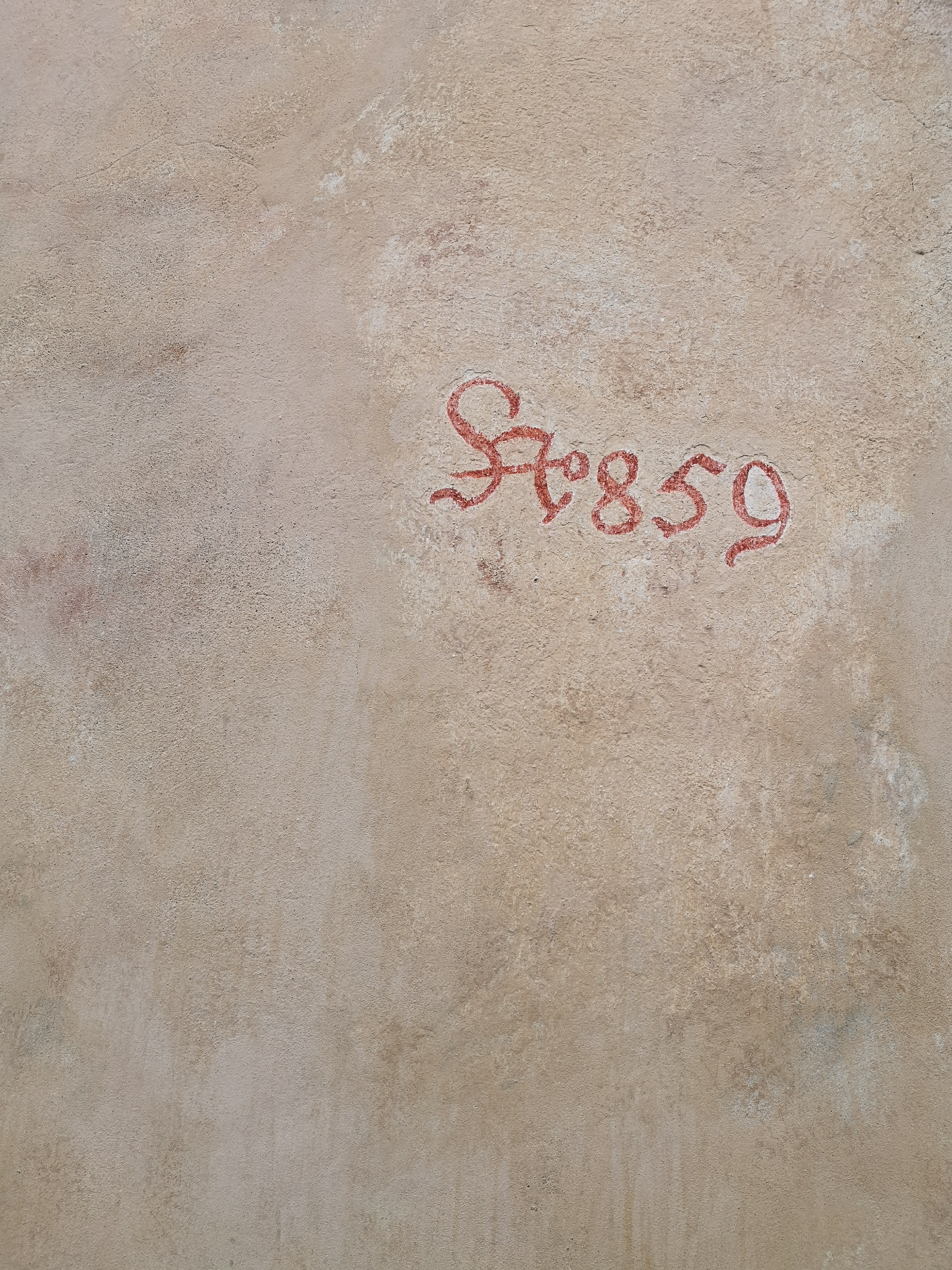
Fortlaufende Hausnummerierung nach Stadtvierteln in Bozen aus der Zeit um 1800 (hier an der Kirche St. Peter auf Karnol)

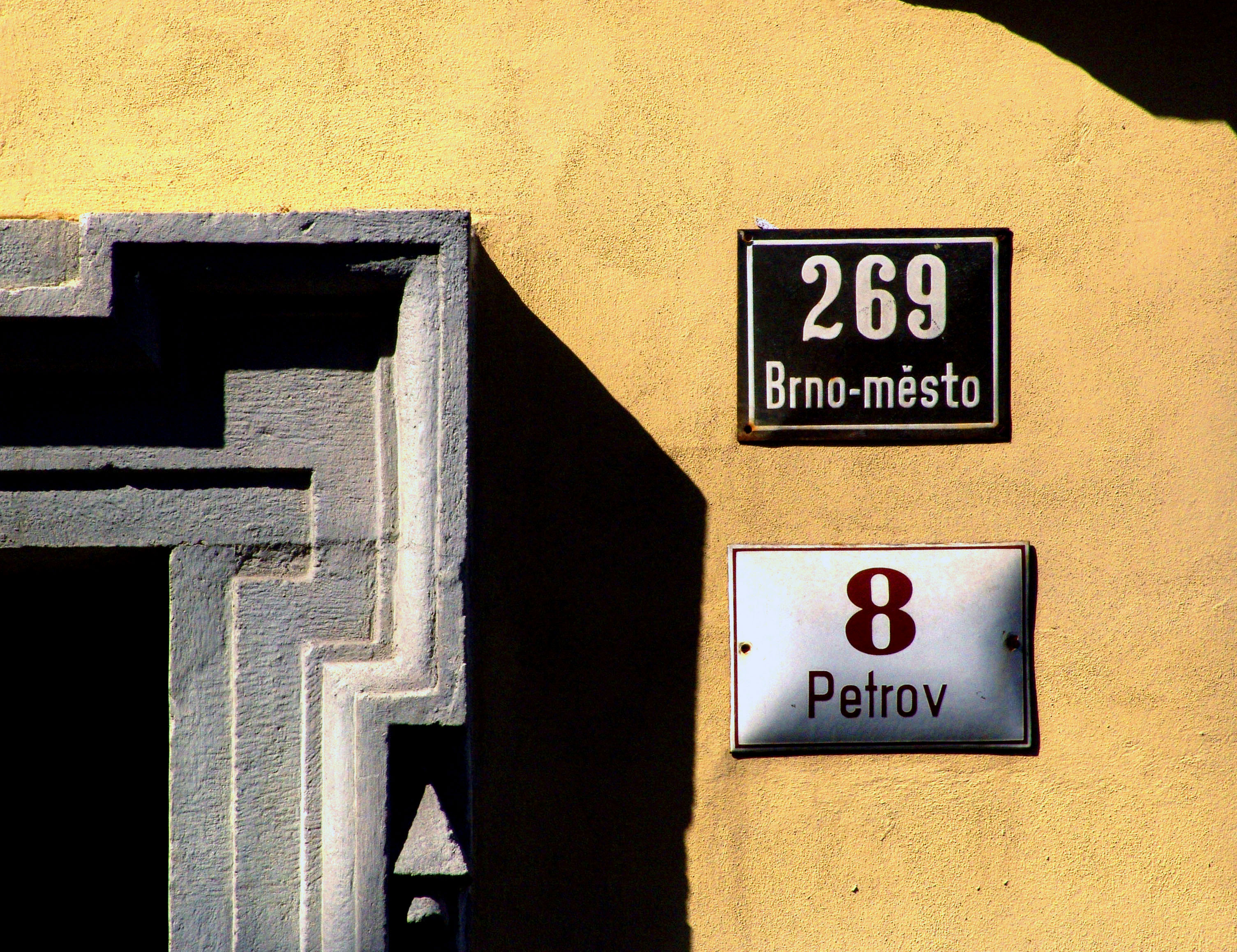
Konskriptionsnummer (oben) und Orientierungsnummer in Brünn

Die älteste Methode der flächendeckenden Hausnummerierung war das System der Konskriptionsnummern. Dabei wurden die Häuser einer Ortschaft zunächst komplett durchnummeriert. Anschließend erhielten alle neuen Gebäude in der Reihenfolge ihrer Errichtung eine fortlaufende Nummer. Diese Nummer kann, wenn sie bei verschiedenen Neunummerierungen gleich geblieben sein sollte und sich an den Grundstücken um das Haus nichts Wesentliches geändert hat, immer noch die Einlagezahl im Grundbuch bilden. Dies ist bei einigen Bezirken Wiens der Fall, allgemeine Regel ist es jedoch nicht mehr. Es finden sich im ländlichen Raum immer noch Streusiedlungen, die keine mit Namen versehenen Straßen und somit keine fortlaufende Nummerierung besitzen, sondern in denen noch historische Konskriptionsnummern zur Orientierung verwendet werden. Die Hausnummer ist hier kein Zusatz zur Straße, sondern zum Ortsteil oder Weiler oder zur Bauerschaft, da es verbreitet auch keine Straßennamen gibt (Beispiel: A-1111 Musterdorf, Einöd 7). Durchbrochen wird das System teilweise dann, wenn ältere Häuser abgerissen werden und diese Nummern frei werden. In diesem Fall werden sie oft an anderer Stelle an Neubauten vergeben.
Manchmal wurden nach Einführung der Straßennamen die alten, durchlaufenden Nummern beibehalten. Beispiele dafür gibt es im Koblenzer Stadtteil Ehrenbreitstein (Hofstraße 277), in Landsberg am Lech (Hofgraben 489), im historischen Zentrum von Landshut (Freyung 632b) sowie auf Helgoland (Ringstraße 1156). So hat das Koblenzer Mutter-Beethoven-Haus die Adresse Wambachstraße 204, obwohl diese Straße wesentlich weniger Häuser aufweist, da die alte, auf den ganzen Ort bezogene Nummer weiterverwendet wurde, statt dass die Häuser straßenweise neu nummeriert worden wären. Helgoland hat auf diese Weise sogar vierstellige Hausnummern wie in Köln. In Osterspai (Gartenweg 284) und im Ortsteil Treis an der Mosel (Am Laach 435) wurde in den 1980er Jahren diese Nummerierung aufgegeben und die Straßen wurden regelmäßig durchnummeriert.
Sowohl in Tschechien als auch in der Slowakei werden die im Habsburgerreich eingeführten Konskriptionsnummern oft noch als Hausnummern verwendet und sind nach wie vor Standard in Ausweisen. Einige Orte, insbesondere größere, verwenden (zusätzlich) Orientierungsnummern; es gibt jedoch auch einige große Städte, in denen keine Orientierungsnummern vorhanden sind. Das Standardadressformat listet die Konskriptionsnummer und die Orientierungsnummer zusammen in einer Zeile auf, die durch einen Schrägstrich getrennt sind (Václavské náměstí 646/17). Es ist jedoch auch möglich, eine Vorgehensweise zu finden, bei der die Nummern in umgekehrter, falscher Reihenfolge aufgelistet werden. In Tschechien haben temporäre Gebäude und Gebäude zur individuellen Erholung eine Registrierungsnummer (evidenční číslo) anstelle einer Konskriptionsnummer (popisné číslo, čp.). Aus der Konskriptionsnummer wird die Registrierungsnummer entweder durch eine Abkürzung (č. ev., če., ev. č.) oder durch die Farbe des Hausnummernschildes (typischerweise schwarz-gelb oder grün) oder durch eine vor der Nummer angehängte Null angezeigt (023 statt 23) oder durch Wörter, die den Gebäudetyp angeben (Notfallgebäude, Hütte).
In Abwandlung dieses Systems können anstelle der ganzen Ortschaft einzelne Viertel oder Häuserblöcke nummeriert sein. In den Mannheimer Quadraten erfolgt die Nummerierung fortlaufend um die Quadrate herum. In Heidelberg ist das Universitätsgelände Im Neuenheimer Feld durchgängig mit dreistelligen Hausnummern, deren erste Ziffer die ungefähre Lage angibt, versehen. In Venedig sind sämtliche Häuser eines Viertels nach Entstehungsalter durchnummeriert. Eine Adresse kann dadurch Cannaregio 2341 lauten. Zum Auffinden eines Hauses ist somit ein weiteres Verzeichnis notwendig, aufgrund dessen man die Liegenschaft einer Straße oder einem Kanal zuordnen kann. Die Verzeichnisse sind bei den Poststellen oder den Zeitungskiosken einsehbar.

### Orientierungsnummerierung
Das System der Konskriptionsnummern wurde mit dem Wachstum der Städte schnell unübersichtlich. Daher stellten im 19. Jahrhundert die meisten größeren Ortschaften ihr System auf die straßenweise Nummerierung um. Das gängigste System ist die wechselseitige Nummerierung, auch „Orientierungsnummerierung“ oder „Zickzackprinzip“ genannt. Es wurde 1805 in Paris eingeführt. Hierbei erhielt die rechte Straßenseite die geraden und die linke Straßenseite die ungeraden Nummern. Rechts und links wird dabei oft bei radialen Straßen vom Ortskern gesehen, bei tangentialen Straßen im Uhrzeigersinn definiert. Verläuft eine deutsche Straße vom Stadtkern stadtauswärts, so ist die kleinste Nummer eines Hauses im Stadtkern, die größte am Ende der Straße. Durch die unterschiedliche Größe der einzelnen Grundstücke kommt es oft vor, dass numerisch nebeneinanderliegende Nummern sich nicht gegenüberstehen. Auch werden durch Straßenverbreiterungen an Kreuzungen oft einzelne Hausnummern geschluckt, wenn die Grundstücke dem Straßenland zugeschlagen wurden. Änderungen sind möglich, wenn die Grundstücke geändert wurden, durch Einfügen oder Zusammenfassen. Dieses kann vermieden werden, indem vorher Nummernbereiche ausgelassen werden.

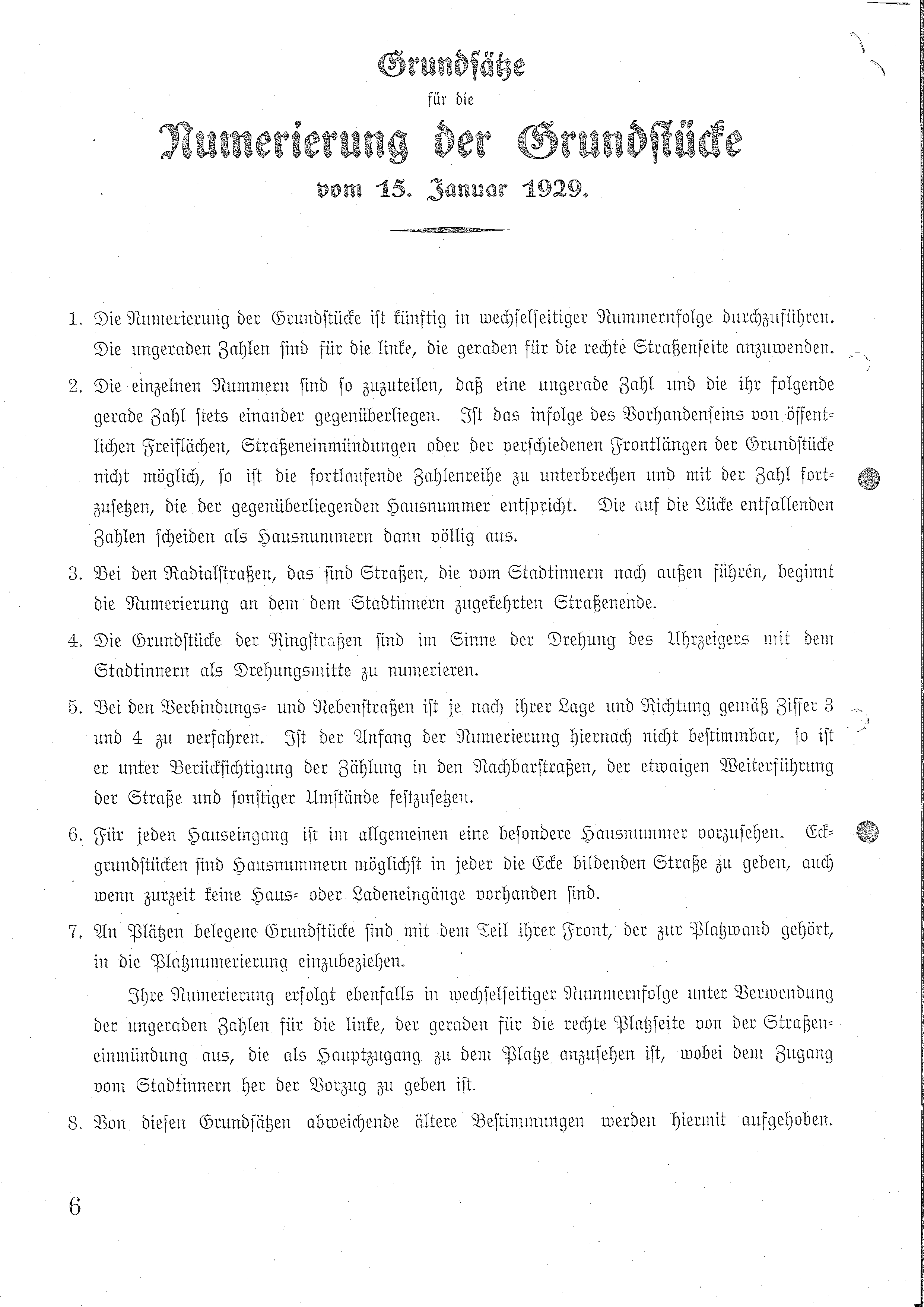
Grundsätze für die Nummerierung der Grundstücke in Berlin vom 15. Januar 1929

Für Berlin wurde das System der Orientierungsnummerierung mit einer Verwaltungsvorschrift vom 15. Januar 1929 verbindlich eingeführt, womit für die Metropole endgültig das bisherige System der Hufeisennummerierung abgelöst wurde. 1920 waren die das alte Berlin umgebenden Vororte in Groß-Berlin eingegliedert worden. In den inneren Vororten bestand wie im alten Berlin seit den 1850er Jahren das System der Hufeisennummerierung, jedoch wurde zunehmend bei neuen Straßen die Orientierungsnummerierung angewandt. In den einbezogenen Dörfern und Orten des Barnim und des Teltow bestand teilweise noch über das Jahr 1900 die Konskriptionsnummer mit ortsbezogenen Zahlen oder unter Nutzung von Eigentumsbezeichnungen wie Schadel’sches Haus. Mit der Bildung von Groß-Berlin wurden solche Besonderheiten beseitigt und im System der Orientierungsnummerierung nummeriert (siehe auch: Straßen Berlins).
In Düsseldorf wird seit 1858 eine wechselseitige Nummerierung verwendet, die vom gängigen System insofern abweicht, als dort die rechte Straßenseite die ungeraden und die linke Straßenseite die geraden Nummern erhält und für die Festlegung der Nummerierungsrichtung nicht in radiale und tangentiale Straßen unterschieden wird, sondern die Nummern vorrangig von Norden nach Süden und von Westen nach Osten ansteigen.
In Hamburg ist amtlich festgelegt, dass bei radial von der Stadtmitte (Rathausmarkt) abgehenden Straßen auf der linken Seite ungerade, auf der rechten Seite gerade Hausnummern verwendet werden. Bei Querstraßen beginnt die Nummerierung von der Radialstraße aus, von der sie abzweigen. Verbindet eine Querstraße zwei Radialstraßen, so wird von der bedeutenderen ausgegangen. Ausnahmen mit durchlaufender Nummerierung auf jeder Straßenseite kommen allerdings historisch bedingt vor, Beispiel: Davidstraße.
In Wien wurde 1862 das System von der Konskriptions- auf die Orientierungsnummerierung umgestellt. Allerdings wurden die alten Nummern weiter im Grundbuch als Einlagezahlen verwendet. Das neue System mit der Trennung in gerade und ungerade Hausnummern wurde von Michael Winkler erstellt und ist noch als Winklersches System der Hausnummern bekannt (siehe auch: Straßen in Wien). Eine Ausnahme bildet die Fred-Liewehr-Gasse, bei der die geraden Hausnummern irrtümlich an der linken Seite festgelegt wurden.
Kölner Hausnummern sind (mit Ausnahme amerikanischer Militärkasernen) unter den höchsten Hausnummern Deutschlands und teilweise vierstellig: Venloer Straße 1451 (in Pulheim weiterlaufend bis 1501), Aachener Straße 1420, Bergisch Gladbacher Straße 1248, Olpener Straße 1096, Berliner Straße 1027. In Belgien gibt es sogar Straßen mit Hausnummern über 2000 (Haachtsesteenweg 2020, Brüssel; Waversesteenweg 2245, Oudergem).

### Litera-System
Das Litera-System war eine frühe Form der Hausnummerierung, die im 18. und 19. Jahrhundert in einigen Städten des deutschsprachigen Raums Anwendung fand. Bei diesem System wurden die Häuser einer Stadt in Viertel oder Bezirke eingeteilt, die mit Buchstaben (Litera) gekennzeichnet wurden. Innerhalb dieser Bezirke erhielten die Gebäude dann fortlaufende Nummern. So konnte beispielsweise eine Adresse A 123 bzw. A.123 lauten, wobei A den Bezirk und 123 die Hausnummer innerhalb dieses Bezirks bezeichnete. In Ulm wurde dieses System 1812 eingeführt und unterteilte die Stadt in vier Viertel (A bis D), ergänzt durch die Grabenhäuschen mit eigener Nummerierung. Auch in Augsburg war das Litera-System bis 1938 in Gebrauch, wobei die Buchstaben der Bezirke noch lange Zeit an manchen Gebäuden sichtbar blieben. Das System erwies sich jedoch mit dem Wachstum der Städte zunehmend als unübersichtlich. In Ulm beispielsweise wurde bereits 1869 erwogen, das Litera-System durch ein moderneres mit Straßennamen und Hausnummern zu ersetzen, was jedoch zunächst aus Kostengründen unterblieb. Erst 1893 beschloss der Ulmer Gemeinderat die Einführung des heute üblichen Systems mit Straßennamen und fortlaufenden Hausnummern.

### Hufeisennummerierung
Im damaligen Königreich Preußen wurde allgemein die „Hufeisennummerierung“ (fortlaufende Nummerierung) verwendet. Falls sich keine wesentliche Veranlassung für eine Umnummerierung ergeben hat (s. u.), besteht diese Form noch immer. Die Nummerierung beginnt beim ersten Haus meistens auf der rechten Straßenseite (in einigen Straßen jedoch auf der linken Seite), läuft dort zum letzten und wird dann auf der gegenüberliegenden Seite (nunmehr in Gegenrichtung) fortlaufend zum letzten Haus weitergeführt, gleich der Form eines Hufeisens: So kommt es, dass in einer Straße die Nr. 1 sowie das höchstnummerierte Haus oft einander gegenüber stehen. Diese Nummernvergabe wurde sowohl bei Radialstraßen als auch bei Tangentialstraßen verwendet.
Dieses System wurde auch in Berlin für neu angelegte Straßen bis zum Jahr 1929 genutzt. Die Nummerierung begann am der Stadtmitte (bezogen auf das Stadtschloss) näher gelegenen Ende. Seit Inkrafttreten der „Grundsätze für die Nummerierung der Grundstücke vom 15. Januar 1929“ ist in Berlin bei allen neu zu nummerierenden Straßen das System der wechselseitigen Nummerierung zu verwenden. Bereits bestehende Hufeisennummerierungen wurden auch nach 1929 grundsätzlich nicht geändert, sodass beide Systeme nebeneinander existieren. Der berühmte Kurfürstendamm hat beispielsweise bis heute die Hufeisennummerierung. Die Grundstücke beginnen an der Nordseite allerdings mit Nr. 11 neben der Gedächtniskirche (wegen der Abtrennung des 1925 in Budapester Straße umbenannten östlichsten Abschnitts); die Zahlenfolge der Hausnummern führt Richtung Westen zum Rathenauplatz (Auffahrt A 100), an der südlichen Straßenseite folgen von da die Hausnummern von 125 bis 237 zurück zum Breitscheidplatz (Tauentzienstraße). Eine Umstellung bereits vorhandener hufeisen-nummerierter Straßen auf wechselseitige Nummerierung musste allerdings dann erfolgen, wenn die Straße in ihrer namentlichen Verlaufslänge geändert oder andere Straßen namentlich einbezogen wurden. Denn in solchen Fällen war die in sich geschlossene Hufeisennummerierung nicht mehr ‚kompatibel‘, sodass dann die gesamte Straße in ihrer neuen Länge wechselseitig neu-durchnummeriert wurde (beispielsweise hatte in Charlottenburg die Lietzenburger Straße ursprünglich die Hufeisennummerierung, vom damals östlichen Endpunkt Ecke Joachimsthaler Straße beginnend und ebendorthin zurückkehrend; aufgrund ihrer Verlängerung in östliche Richtung ab 1963 beginnt die neue Nummerierung am heute östlichen Endpunkt Ecke Martin-Luther-Straße im wechselseitigen System; weitere Beispiele solch nachträglicher Änderungen von Hufeisen- auf wechselseitige Nummerierung sind die Martin-Luther-Straße in Schöneberg oder die Karl-Marx-Straße in Neukölln, welche 1947 aus zuvor namentlich drei verschiedenen Straßen gebildet wurde).
Die Hufeisennummerierung wurde zudem in weiteren deutschen Städten angewendet, wie in einigen Hamburger Ortsteilen, in der Braunschweiger Kernstadt (hier beginnt die Nummerierung auf der linken Straßenseite), in Delmenhorst, Erfurt, Hildesheim, Kamen, Oldenburg (Altstadt), Speyer sowie Städten in Sachsen-Anhalt und Mecklenburg-Vorpommern, wobei tangentiale Straßen unabhängig davon nach dem wechselseitigen System nummeriert sein können.
Auch in der Münchner Altstadt war dieses System üblich. Dort wurde erst um das Jahr 1960 „auf Anregung der Münchner Geschäftswelt“ das wechselseitige System eingeführt.

### Weitere Systeme

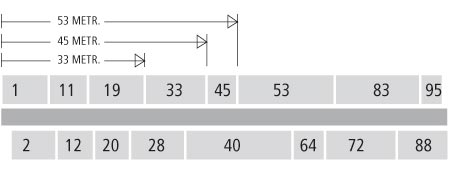
Hausnummerierung nach Distanz zur Querstraße

In den USA, Kanada, Australien, Neuseeland und Teilen Lateinamerikas ist es üblich, die Nummern nach der Lage des Grundstücks in einer kartesischen Koordinatenebene zentriert auf das nächstgelegene Stadtzentrum zu bestimmen. Oft wird der Wert in Fuß oder Metern als Hausnummer übernommen, teilweise in 10-m- oder 20-m-Abschnitten. In nordamerikanischen Städten beginnt häufig an jeder Querstraße ein neuer 100er-Abschnitt. Da amerikanische Stadtgebiete wegen ihrer Bebauung mit Einfamilienhäusern sehr groß sein können, bestehen extrem hohe Hausnummern. 10.000er-Hausnummern sind normal und selbst 20.000er-Nummern sind keine Seltenheit. So gibt es in Key Largo die Adresse „107900 Overseas Highway“.
In Manhattan hingegen haben alle großen Nord-Süd-Avenues eine europäische Hausnummernzählung, wie Madison Park, 5th, 9th und 10th Avenue. Alle münden schließlich in den Broadway, der mit über 6500 Hausnummern die Stadtgrenze erreicht.
In Toronto in Kanada, das nach Ausweis der ein- und zweistelligen Hausnummern offensichtlich europäisch nummeriert ist, gibt es die Yonge Street, die im Süden der Innenstadt nahe dem Lake Ontario beginnt und unter demselben Namen und mit fortlaufender Nummerierung durch mehrere Orte über 60 Kilometer nach Norden führt, bis sie – nach einer Unterbrechung der Straße – mit der höchsten eingetragenen Hausnummer 22002 für ein landwirtschaftliches Lagergebäude endet.
Im südlichen Ontario, Kanada, nahe der Grenze zu den USA, gibt es eine etwa acht Kilometer lange Straße, die die Dorfkerne von Tavistock und Punkeydoodles Corners verbindet. Die Hausnummern beginnen bei 985.296 und enden bei 986.075, Perth-Oxford Road in Punkeydoodles Corners. In den benachbarten Ortskernen gibt es Straßen mit ein- und zweistelligen, auch vierstelligen Hausnummern und eine Straße mit Nummern in den 730.000ern.
In der niederländischen Stadt Nijmegen wird das Siedlungsgebiet der Siedlung Zwanenveld in Abschnitte unterteilt, denen zweistellige Zahlen zugewiesen wurden. Die Häusernummerierung wird als dritte und vierte Ziffer angefügt. Im Abschnitt 52 gibt es somit die geraden Hausnummern von 52.02 bis 52.54 und die ungeraden von 52.01 bis 52.59. Im Abschnitt 90 kam man jedoch mit den vierstelligen Zahlen nicht aus und nummerierte einfach weiter: 90102, 90104 … 90120. Bei den ungeraden Zahlen gibt es jedoch nur die fünfstelligen Zahlen 90101 und 90103. Somit dürfte die Adresse Nijmegen, Zwanenveld 90120 eine der höchsten europäischen Hausnummern haben.
Ein ähnliches System, der Nummerierung nach Wohnbezirken (buurten), gab es in den 1980er Jahren auch in Apeldoorn. Die Straßen hatten regelmäßige Namen, die Hausnummern waren aber alle vier- und fünfstellig. Offenbar hat sich das System nicht bewährt, bei Google Maps finden sich nur noch Straßen in herkömmlicher Zickzack-Nummerierung.
In Den Haag werden Hausnummern teils nicht für einzelne Häuser, sondern für Wohn- bzw. Geschäftseinheiten vergeben, sodass Gebäude teils mehrere Hausnummern haben.

### Schweiz

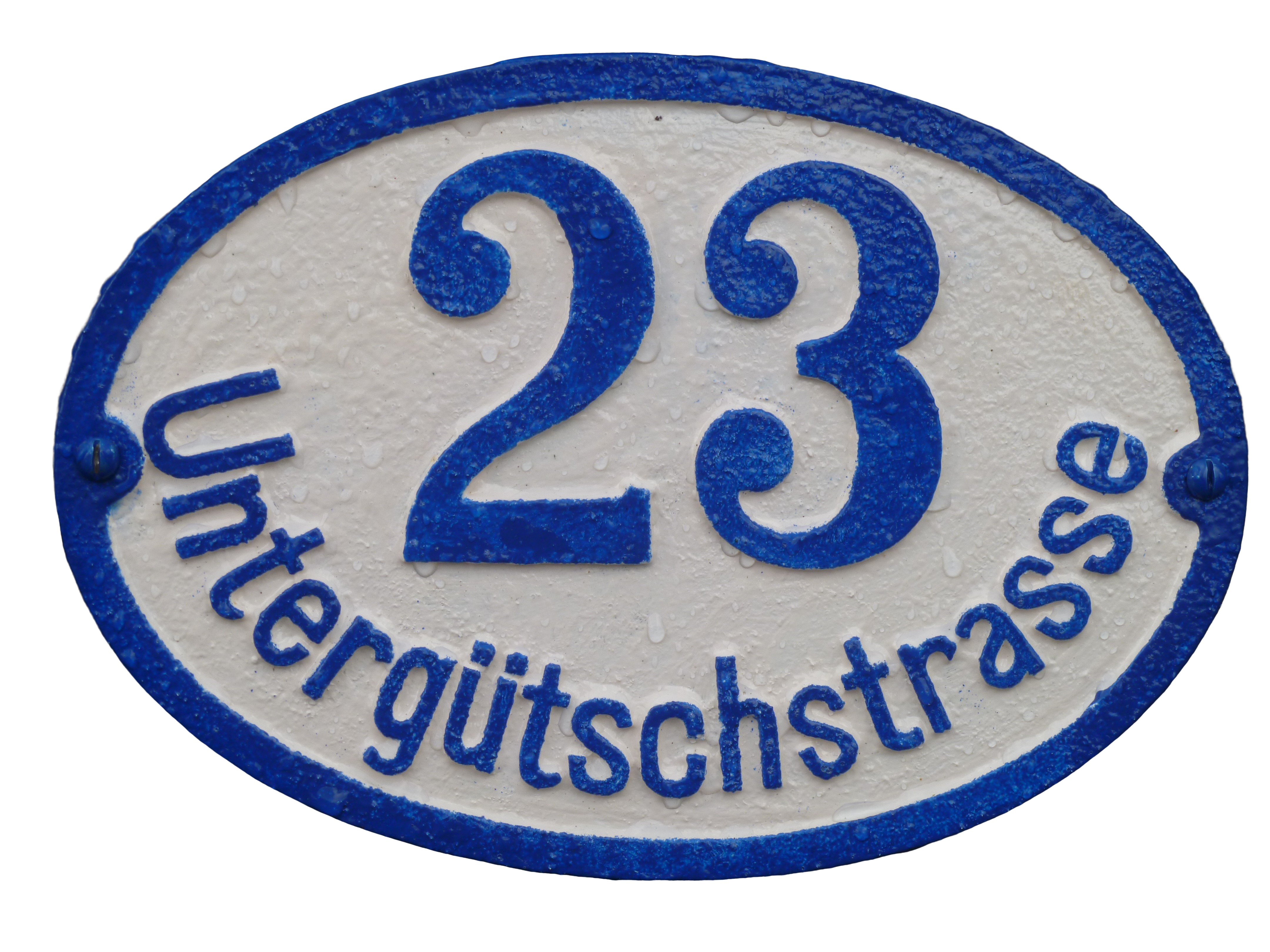
Hausnummer mit Strassennamen

In der Schweiz ist in den meisten Orten das Zickzacksystem analog zu Deutschland im Einsatz. In einigen Orten (vorwiegend im ländlichen Bereich) basiert die Hausnummerierung jedoch noch auf der sogenannten Gebäudeversicherungsnummer. In den meisten Kantonen gibt es eine kantonale Gebäudeversicherung, bei der jedes Gebäude versichert werden muss. Diese vergibt jedem Haus eine Versicherungsnummer, die in jeder Gemeinde mit 1 beginnt und theoretisch unendlich groß werden kann. Dadurch sind Adressen mit teilweise vierstelligen Hausnummern möglich. Dieses System erweist sich allerdings zunehmend als unpraktisch, da die Gebäude innerhalb einer Straße willkürlich durchnummeriert und daher nur schwer aufzufinden sind (z. B. könnten in einem Dorf in der Hauptstrasse die Gebäude 45, 321, 789, 4 und 432 direkt nebeneinander stehen). In den letzten Jahren sind vermehrt Gemeinden, in denen dieses System noch genutzt wird, davon abgerückt und haben das klassische Zickzacksystem eingeführt.
Für die Schilder, welche die Häuser bezeichnen, gibt es keine Vorschriften. Vorwiegend werden Nummern mit Straßennamen verwendet.

### Brasilien
In Brasilien wird das System der wechselseitigen Nummerierung (Orientierungsnummerierung) verwendet, wobei jedoch die amtlichen Hausnummern dann entsprechend der Entfernung vom Anfangspunkt der jeweiligen Straße in Metern vergeben werden. Dabei zählt nur die Lage der Grundstücksfront, es wird nicht präzise der Hauszugang kilometriert. Das System hat den großen Vorteil, dass die Suche nach einem Grundstück sehr einfach ist, da man anhand der Hausnummern im Verlauf der Straße die verbleibende Distanz zum Grundstück ganz einfach abschätzen kann. Auch besteht im Fall von Grundstücksteilungen in der Regel immer ein ausreichender Nummernvorrat, so dass Unterbezifferungen mit Buchstaben nicht gebräuchlich sind.
In Ergänzung zu den Hausnummern erfolgt aber in abgeschlossenen Condominios eine private interne Nummerierung entsprechend den Hausblöcken (quarteirão) auf dem Grundstück mit Nummern (Beispiel: Q2, L5, also Quartier Nummer 2, Zugang 5). Einige dieser Condominios besitzen wiederum Namen für die interne Erschließungsstraße.
Grundstücke an Überlandstraßen außerhalb der Ortschaften werden unter der Kilometerangabe adressiert, oft auch mit einem ergänzenden Zusatz zum leichteren Auffinden (Beispiele: „Estrada do Coco Km 4,5“ oder „Rodovia BR-101, Km 143 – Anexo Flamingo“).

### Japan
In Japan bilden nicht die Straßen den Kern des Adressierungsschemas (tatsächlich haben die meisten Straßen auch keinerlei Bezeichnungen wie Namen oder Nummern), sondern die davon umschlossenen Grundstücksflächen oder Häuserblöcke, die nummeriert werden. Ursprünglich erhielten die darin enthaltenen Grundstücke eine Konskriptionsnummer, so dass mehrere Häuser auf einem Grundstück dieselbe Adresse hatten. Ab 1962 wurden daher diese Blöcke von einer Ecke aus im Uhrzeigersinn fortlaufend in Abschnitte fester Länge (meist 10 bis 15 m) unterteilt und diese Abschnitte durchnummeriert. Die Hausnummer hängt davon ab, in welchen Abschnitt der Hauseingang fällt. Fallen die Eingänge von zwei Häusern in denselben Abschnitt, haben beide Häuser wiederum dieselbe Nummer.

### Hausnummernergänzungen

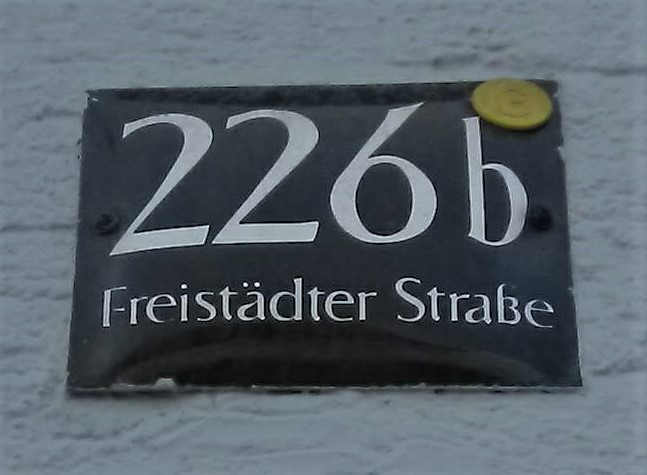
Hausnummer mit nachgestelltem Buchstaben in Linz

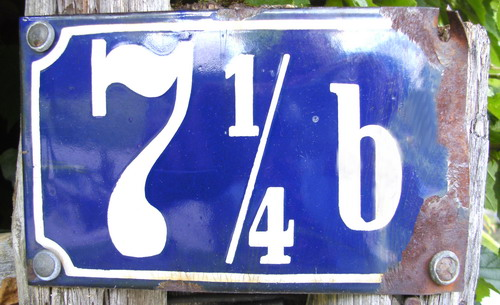
Bruchteilhausnummer mit zusätzlichem Buchstaben an einer Doppelhaushälfte in Jachenau

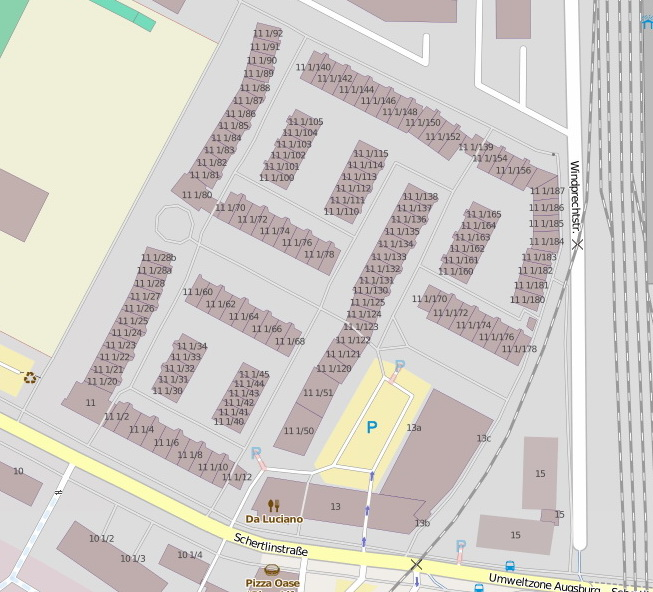
Schertlinstraße 11 in Augsburg mit mehr als 130 Bruchteilnummern

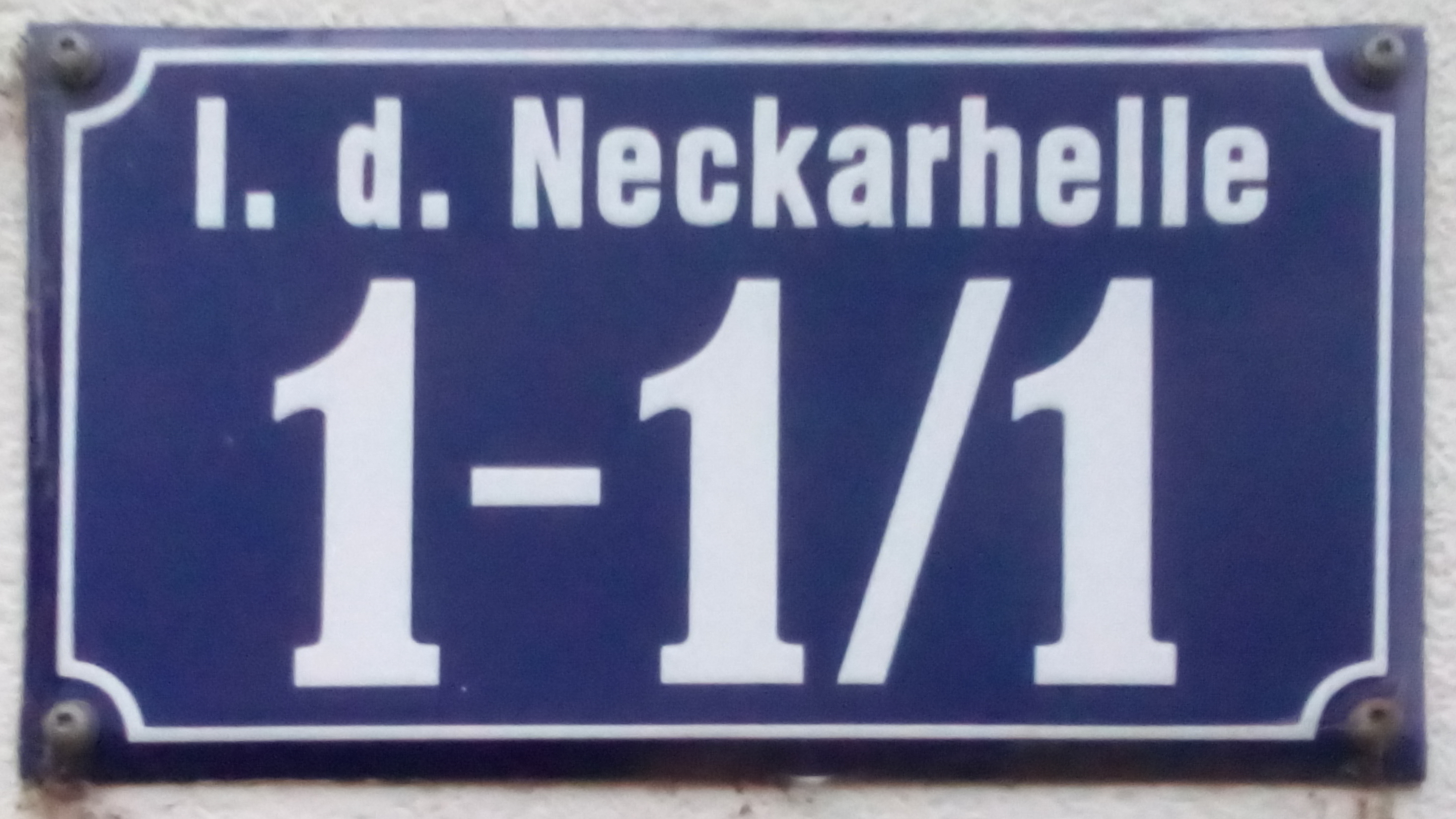
Zusammengesetzte Hausnummer und Hausnummernergänzung mit nachgestellter Zahl in Heidelberg

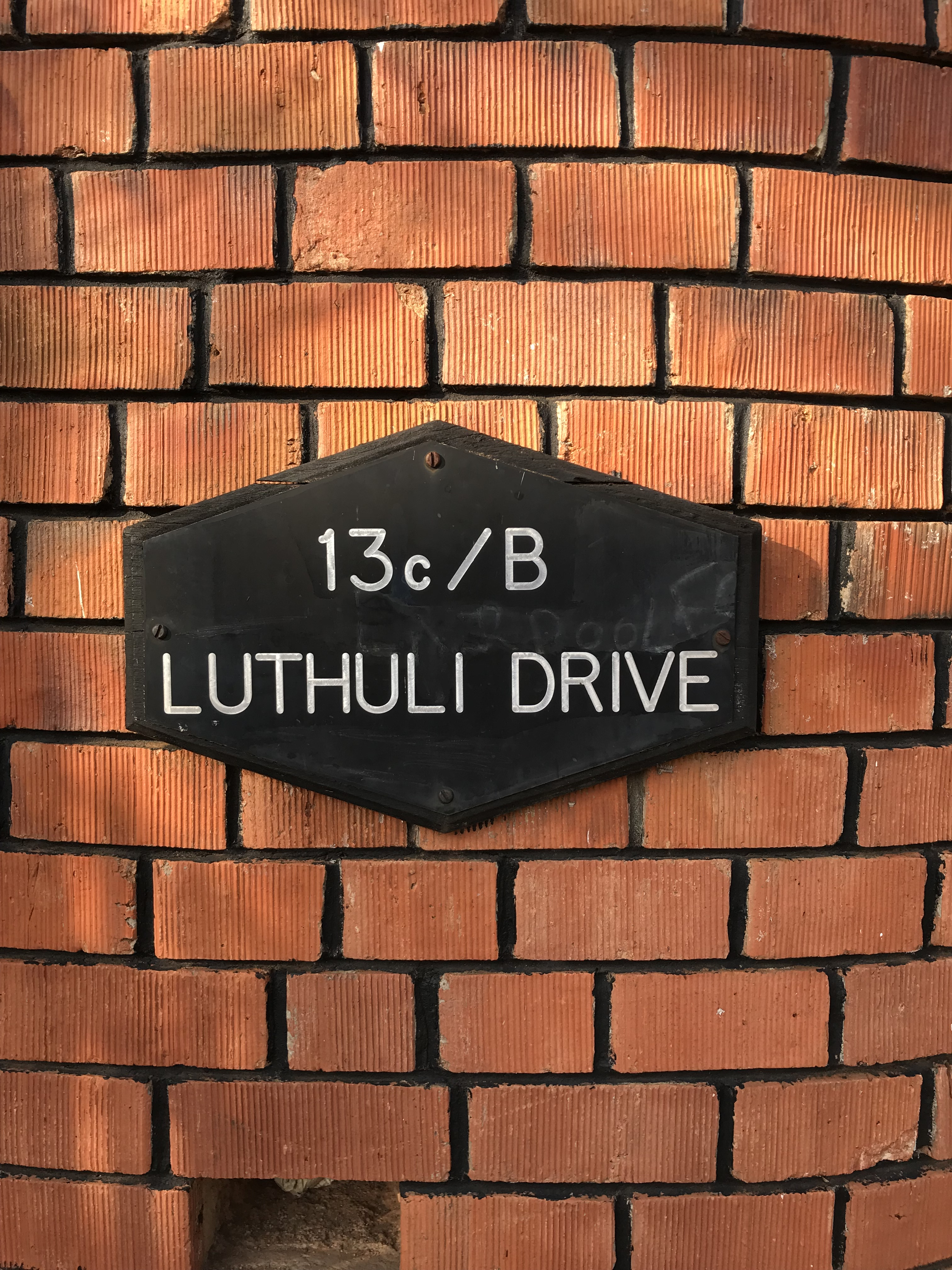
Hausnummer in Bugolobi/Kampala/Uganda, entstanden nach Teilung des Grundstücks 13c in 2 Teile

Wenn sich Veränderungen im Baubestand ergeben und keine freien Hausnummern mehr zur Verfügung stehen, werden bei der straßenweisen Nummerierung in der Regel die Nummern mit Zusätzen ergänzt; es kann jedoch auch eine Umnummerierung eines Teilbereichs an der Straße erfolgen. Notwendig ist dies immer nach einer Grundstücksteilung, bei der Schließung von Baulücken oder wenn auf einem Grundstück ein weiteres, vom Hauptgebäude unabhängiges Haus entsteht. Der Zusatz ist meist ein Buchstabe (7 A). In Berlin, Darmstadt und Potsdam ist dafür die Großschreibung von nachgestellten Buchstaben vorgeschrieben, in Halle z. B. die Kleinschreibung. Manchmal, vor allem in Württemberg, ist der Zusatz eine nachgestellte Zahl (8/1, auch 8-1), in Frankreich die Bezeichnungen „bis“, „ter“, „quater“ (12bis; lateinische Zahladverbien für zweimal, dreimal, viermal). Im niederländischen Regierungssitz Den Haag werden ebenfalls Buchstaben als Hausnummernergänzung vergeben. Soll von diesen aus wieder untergliedert werden, so werden wieder Ziffern angehängt. So entstehen Hausnummern wie „55 b 1“. Vormals wurden auch Bruchzahlen verwendet: „3, 3 1⁄4, 3 1⁄2, 3 3⁄4“. Noch immer haben beispielsweise die Städte Augsburg, Ingolstadt, Marburg, Bad Tölz, Füssen, Bad Nauheim und Bad Vilbel, die Gemeinde Kirchanschöring sowie Ortsteile der Gemeinden Jachenau, Tübingen, Erlangen, Friedberg und Issigau „Bruchteilhausnummern“. Besonders die Hausnummer 1 1⁄2 des Mathematischen Instituts in Erlangen hatte Bekanntheit als Kuriosum erlangt. In der Altstadt der oberpfälzischen Stadt Regensburg wird zusätzlich unter der jeweils aktuellen Hausnummer auf einem Hausnummernschild noch die historische aus der stadtteilweisen Nummerierung angegeben, vielfach auch hier mit Bruchnummer. Bis zum Jahr 1967 gab es diese Nummerierungsvariante ebenfalls in Dortmund. Seither wurden sie dort durch Buchstabenergänzungen ersetzt: Das Haus Große Heimstraße 2 1⁄2 wurde so zu Nr. 2 a und das Haus Stockumer Straße 398 1⁄2 zu Nr. 398 a.
Eine sehr hohe Bruchteil-Nummer hat Augsburg in der Schertlinstraße. Hinter dem Haus Nr. 11 wurde ein ganzes Einfamilienhaus-Neubaugebiet mit mehr als 150 Häusern errichtet. Anstatt den einzelnen Querstraßen eigene Namen wie Schertlinhof zu geben, wurden alle Häuser mit Bruchteilnummern zur Schertlinstraße 11 versehen, bis hin zur Rekordnummer 11 1⁄187.
Bei der Aufteilung eines großen Grundstücks in mehrere kleine, etwa bei der Erschließung von Neubaugebieten mit Einfamilienhäusern, kommen nachgestellte Buchstaben auch aus dem hinteren Teil des Alphabetes vor. Teilweise kommen Buchstabenergänzungen auch ohne Grundstücksaufteilungen zur Kennzeichnung vor. Beispiele für Hausnummern aus dem hinteren Buchstabenbereich sind: Bad Vilbel, Am Sportfeld 2 t und Schlesienring 30 t; Goch, Klever Straße 59 t; Dresden, Österreicher Straße 84 t; Berlin, Alt-Wittenau 38 v; Bremen, Konsul-Smidt-Straße 8 v; Herten, Feldstraße 156 v; Berlin, Pilgramer Straße 286 v und 288 w; Lünen, Waldhöhe 2 w; Lübeck, Kronsforder Allee 129x; Bergkamen, Hünenpad 10 x; Freiburg im Breisgau, Vaubanallee 8x; Konstanz, Mainaustraße 209 y; Frankfurt am Main, Brüsseler Straße 1 z; Garbsen, Lise-Meitner-Straße 1 z; Dresden, Wilhelm-Weitling-Straße 41 z; Köln, Bergisch Gladbacher Straße 263 z. Bei der Nutzung des Alphabets für Hausnummernzusätze sind nach der Grundstücksnummerierungsverordnung von Berlin die Buchstaben I und O nicht zulässig, weil dies leicht zu Verwechslungen führen kann; ebenfalls soll der Buchstabe Z nicht verwendet werden, weil dieser für statistische Pseudoadressen genutzt wird.
Grundstückszusammenlegungen führen oft zu zusammengesetzten Hausnummern (Mariahilfer Straße 38–40 und 42–48). Ist das System allzu stark durchbrochen, kann eine Umnummerierung der ganzen Straße notwendig werden.
Bei Wohnanlagen oder größeren Gebäuden können noch Zusätze wie die Nummer des Aufgangs (Treppenhausnummer, Stiegennummer) für das Treppenhaus oder Wohnungsnummer (Türnummer) für die Wohnung dazukommen, die dann durch einen Schrägstrich getrennt sind, um die Adresse noch detaillierter anzugeben. In Wien ist die Durchnummerierung von Stiegen bzw. Häusern und Wohneinheiten Vorschrift, anschließend werden die Gebäude nach Zugangssituation den Orientierungsnummern zugewiesen, wobei sich mehrere Gebäude eine Orientierungsnummer teilen können. So umfasst etwa die Adresse Biberhaufenweg 100 eine Reihenhaussiedlung mit 178 Häusern und die Adresse Geistingergasse 1 die Stiegen 1 bis 11 des Karl-Marx-Hofes. Dadurch ergeben sich dreiteilige Hausnummern in der Form Orientierungsnummer/Stiege/Tür. Solche Hausnummern sind auch in den Berliner Innenstadtortsteilen verbreitet.

## Rechtsgrundlagen

### Deutschland
In § 126 Abs. 3 BauGB ist vorgesehen, dass der Eigentümer sein Grundstück mit der von der Gemeinde festgesetzten Nummer zu versehen hat. Hieraus wird lediglich die Pflicht des Haus- oder Immobilieneigentümers zur Anbringung der Nummerierung begründet, was der Behörde die Möglichkeit gibt, eine Nummerierung anzuordnen. Aus § 126 Abs. 3 BauGB geht hervor, dass im Übrigen landesrechtliche Vorschriften gelten. Diese regeln – in Verbindung mit detaillierenden Gemeindesatzungen – im Einzelnen, welche Behörde für die Vergabe zuständig ist, für welche Einheiten Hausnummern vergeben werden – ob beispielsweise unbebaute Grundstücke und Nebengebäude eine eigene Nummer erhalten –, wie die Hausnummern auszusehen haben und wo sie anzubringen sind. Die vergebenen Hausnummern werden im Liegenschaftskataster mit den zugehörigen Straßennamen als Lageangabe der Flurstücke nachgewiesen.
Es gibt eine Vielzahl unterschiedlicher Vorschriftsvarianten. In Nordrhein-Westfalen beruht die Zuordnung eines Grundstücks zu einer bestimmten Straße sowie seine Nummerierung auf § 14 OBG NRW. In Niedersachsen kommt § 11 des Gesetzes über die öffentliche Sicherheit und Ordnung in Betracht. In Berlin gilt die Nummerierungsverordnung (NrVO), die beleuchtete Schilder vorschreibt. In Köln gilt die Kölner Straßenordnung.
Die Richtlinien für die wegweisende Beschilderung außerhalb von Autobahnen (RWB) betonen, dass Hausnummernschilder keine Verkehrszeichen der StVO sind, empfehlen aber, Hausnummernschilder so anzubringen, dass sie von der Straße aus gut lesbar sind.

### Österreich

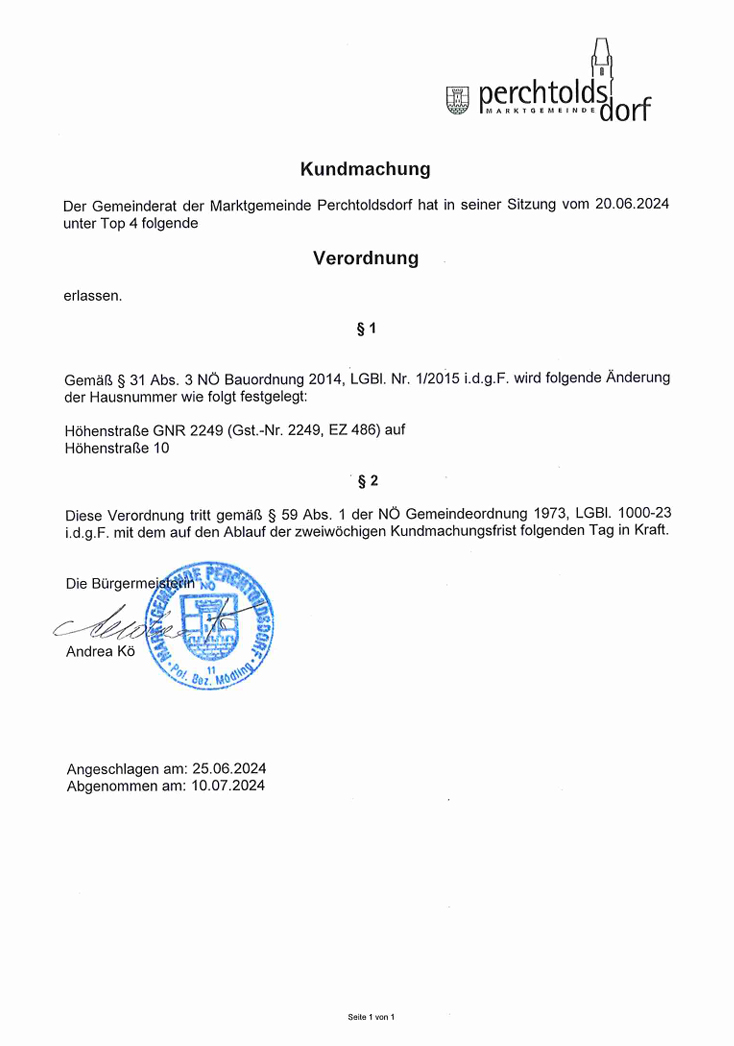
Festsetzung einer Hausnummer 2024 in Niederösterreich durch Verordnung des Gemeinderates von Perchtoldsdorf

Vorläufer der heutigen Hausnummern waren die von Maria Theresia durch ein kaiserliches Patent am 10. März 1770 in Wien eingeführten Konskriptionsnummern. Dass die Hausnummer, die von der Gemeindebehörde vergeben wird, auch anzubringen ist, wurde in den jeweiligen Bauordnungen der Bundesländer geregelt. Die Hausnummer ist Bestandteil einer Adresse. Adressen bestehen im Regelfall aus der Bezeichnung einer Verkehrsfläche oder (wenn es in einem Ort keine Straßennamen gibt) der Ortschaft und einer Nummer. Sie werden im Grundbuch eingetragen.
Während umgangssprachlich auch in Österreich die Hausnummer ein Überbegriff der Orientierungsnummer ist, ist es nach dem Gesetz genau umgekehrt. So kann rechtlich die Orientierungsnummer eine Hausnummer oder eine Konskriptionsnummer sein. Maßgebend für die Verwendung sind die Regeln des Adressverzeichnisses. Als Orientierungsnummern sind auch Grundstücksnummern möglich (zumindest vorläufig, bis z. B. bei Neubauten eine Orientierungsnummer vergeben ist). Die Hausnummer ist innerhalb einer Straße eindeutig, die Konskriptionsnummer ist eindeutig innerhalb einer Ortschaft oder einer Gemeinde, die Grundstücksnummer ist eindeutig innerhalb einer Katastralgemeinde. Bei alleinstehenden Objekten (Kirchen, Kapellen usw.) können Grundstücksnummern auf Dauer als Adresse im Adressverzeichnis vorhanden sein. Nur 0,03 % aller Adressen sind Sonderadressen, die keine Orientierungsnummer haben (z. B. Würstelstände, Marktstände, Kioske, die sich auf Gehsteigen vor Häusern befinden). Im Adressregister sind dafür Vermerke wie „vor Nr. xy, Kiosk“ vorgesehen.
| Bundesland       | Gesetz (Link auf die aktuelle Fassung im RIS)           | Fundstelle                                                                                |
| ---------------- | ------------------------------------------------------- | ----------------------------------------------------------------------------------------- |
| Burgenland       | Burgenländisches Straßengesetz 2005                     | § 9 Kennzeichnung von Verkehrsflächen und Gebäuden                                        |
| Kärnten          | Kärntner Bauordnung 1996                                | § 41 Orientierungsnummern                                                                 |
| Niederösterreich | NÖ Bauordnung 2014                                      | § 31 Orientierungsbezeichnungen und Straßenbeleuchtung                                    |
| Oberösterreich   | Oö. Straßengesetz 1991                                  | § 10 Kennzeichnung von Verkehrsflächen und Gebäuden                                       |
| Salzburg         | Baupolizeigesetz 1997                                   | § 18 Orientierungsnummern                                                                 |
| Steiermark       | Steiermärkisches Baugesetz                              | § 7 Orientierungsbezeichnungen und Straßenbeleuchtung                                     |
| Tirol            | Verkehrsflächenbezeichnung, Gebäudenummerierung, Gesetz | § 4 Nummerierung von Gebäuden, Bezeichnung von Wohnungen und sonstigen Nutzungseinheiten  |
| Vorarlberg       | Gemeindegesetz                                          | § 15 Bezeichnung von Örtlichkeiten, Verkehrsflächen, Gebäuden und deren Nutzungseinheiten |
| Wien             | Bauordnung für Wien                                     | § 49 Bauwerks- und Wohnungsnummerierung                                                   |

### Schweiz
Um die Volkszählung 2010 vorzubereiten, erließ die Schweiz im Januar 2008 das Registerharmonisierungsgesetz (RHG), in dessen Folge jedem Haus eine eindeutige Gebäudeadresse zugewiesen werden musste. Diese besteht aus dem Namen der Straße, des Platzes oder eines benannten Gebietes sowie einer Hausnummer. Die Gemeinden haben die Gebäudeadressierung nach der 2003 erlassenen Schweizer Norm SN 612040 und nach der im Jahr 2005 vom Bundesamt für Landestopografie herausgegebenen Empfehlung Gebäudeadressierung und Schreibweise von Strassennamen weitgehend durchgeführt. Die Amtliche Vermessung Schweiz verwaltet Gebäudeadressen flächendeckend über die ganze Schweiz, hält sie aktuell und stellt sie zur Verfügung.

## Verwendung der Hausnummer in Adressangaben
Hausnummern werden je nach verwendeter Sprache vor oder nach dem Straßennamen eingetragen. Ferner werden sie unabhängig davon in manchen Orthographien mit einem Komma abgetrennt. Allgemein gelten dabei folgende Faustregeln:
- Englisch und Französisch (außer Belgien und Schweiz): Nummer vor dem Straßennamen, andere europäische Sprachen (z. B. Deutsch, Spanisch, Italienisch, auch Belgien): dahinter
- Romanische Sprachen: Mit Komma abgetrennt, andere europäische Sprachen (z. B. Deutsch, Englisch, Polnisch, Griechisch): ohne.

Eine Lösung zweisprachiger Umgebungen wie in Brüssel ist es, dass diese Verteilung genutzt wird, um die Angabe in beiden Sprachen (hier Flämisch und Französisch) „gleichzeitig“ zu machen nach dem Muster „x-straat 10, rue de x“.
Hausnummern werden grundsätzlich mit Zahlen angegeben. Im Deutschen steht bei einer Nummernangabe wie 2–4 der Bis-Strich.
Im englischsprachigen Raum, vor allem in den Vereinigten Staaten und in Kanada, wird die Haus-Nr. 1 mit „One“ angegeben, also ausgeschrieben. Da manche Gemeinden ortsansässigen Unternehmen bei der Benennung von Zufahrtsstraßen entgegenkommen, sind in Einzelfällen sprechende Adressen möglich. So hatte der Hauptsitz der MapInfo Corporation, eines Herstellers von Geoinformationssystemen, lange Zeit die Adresse One Global View (in Troy, N.Y.). Die Apple-Firmenzentrale hat die Adresse One Infinite Loop in Cupertino.

## Bekannte Hausnummern

### 4711 und 2583 1/2

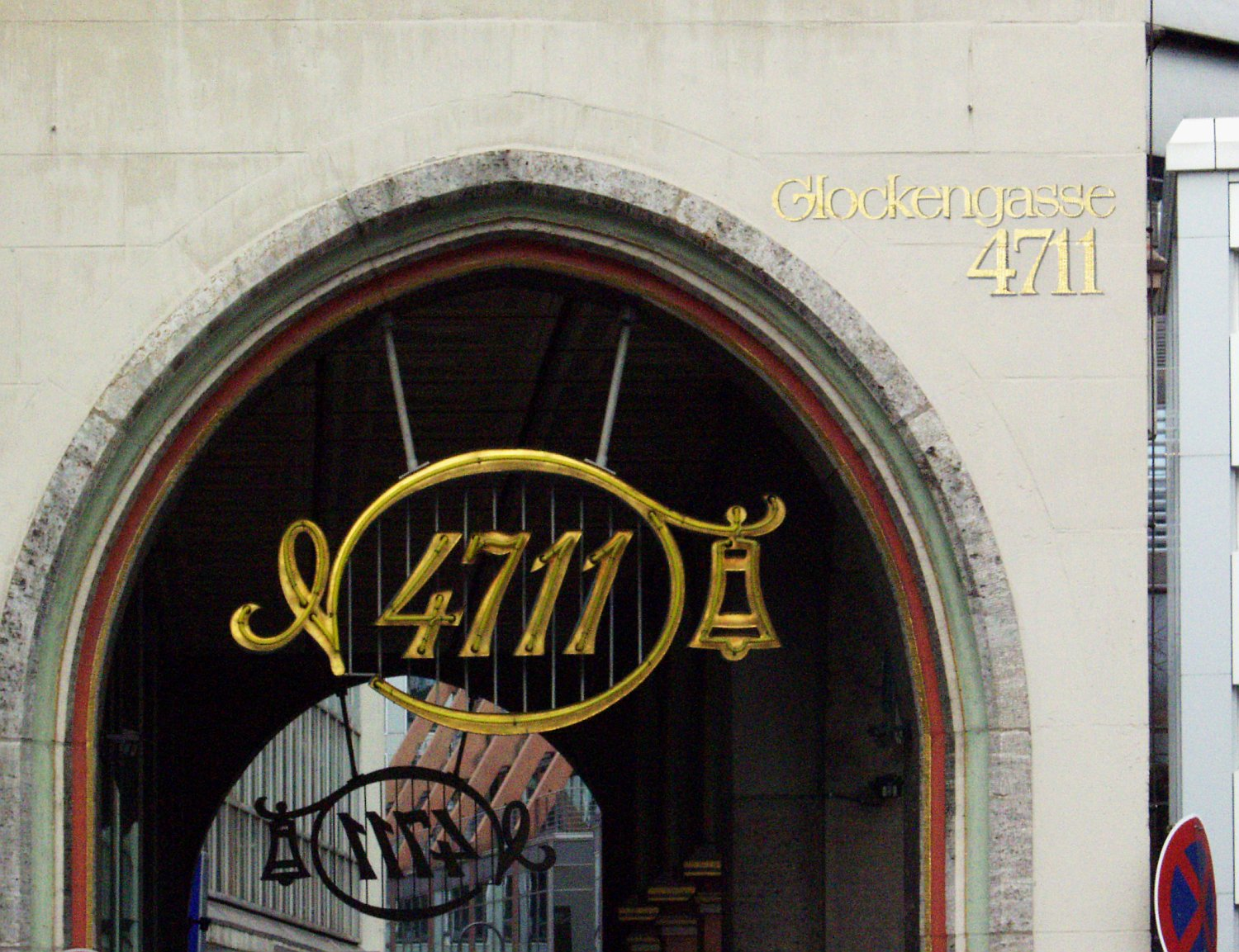
4711-Logo und Hausnummer

Die wohl berühmteste Hausnummer Deutschlands ist 4711 in Köln in der Glockengasse. Eine weitere bekannte Hausnummer in Köln ist die des Kölner Doms. Regelmäßig fällt das kleine blaue Emailleschild mit der Adresse Domkloster 4 Souvenirjägern zum Opfer. Der Dom erhielt bei der Nummerierung 1794 die kuriose Nummer 2583 1/2. Der Zusatz 1/2 kennzeichnete lediglich ein Grundstück mit einem öffentlichen Gebäude, für das keine Steuern zu entrichten waren. Dies spielte für die Domgeistlichkeit eine wichtige Rolle. Die im Nordturm gelegene winzige Küsterwohnung hatte die volle Hausnummer 2583 und war somit steuerpflichtig. Die riesige Kathedrale wurde lediglich als deren Anhängsel betrachtet und hatte deshalb nur die halbe Hausnummer. 1811 wurden die unpraktischen langen Hausnummern in Köln abgeschafft und durch das heutige System ersetzt. Eine Fiktion ist dagegen die durch ein Kölner Karnevalslied berühmt gewordene Hausnummer Kaygasse Numero 0, die so nicht existierte, anders als der in dem Lied besungene Lehrer Heinrich Welsch.

### 10 Downing Street

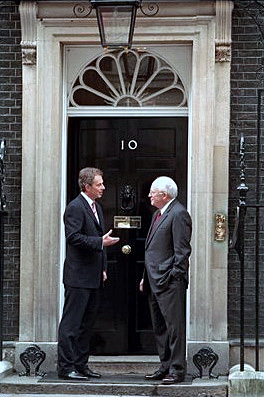
Der ehemalige Premierminister Blair und US-Vizepräsident Cheney vor Downing Street No. 10 (2002)

Die Hausnummer 10 Downing Street in London zählt zu den weltweit bekanntesten. Durchgehend seit 1902 findet man unter dieser Adresse den Wohnsitz des First Lord of the Treasury, der im Allgemeinen zugleich der britische Premierminister ist. Ursprünglich trug das Gebäude die Nummer 5.

### 55, Rue du Faubourg Saint-Honoré
Die Hausnummer 55, Rue du Faubourg Saint-Honoré ist die berühmte Adresse des französischen Staatspräsidenten in Paris. Er residiert in dem dort im Jahre 1718 von Armand-Claude Mollet erbauten Élysée-Palast. Zunächst diente er als Hôtel particulier, später als Tanzlokal, bis er 1873 zum Amtssitz des Präsidenten ausgewählt wurde.

### 1600 Pennsylvania Avenue NW
Das Weiße Haus hat die Hausnummer 1600 in der Pennsylvania Avenue im Nordwesten-Viertelkreis. Die Adresse 1600 Pennsylvania Avenue NW wird auch als Metonymie für das Weiße Haus gebraucht.

### 221B Baker Street
Der fiktive Wohnort von Sherlock Holmes. Zu der Zeit, als die Romane geschrieben wurden, gab es diese Nummer nicht, heute hingegen gibt es diese Hausnummer in der Baker Street in London; sie beherbergt eine Bank. Einige Häuser weiter befindet sich das Sherlock Holmes Museum.

### 77 Sunset Strip
77 Sunset Strip ist eine der berühmtesten US-amerikanischen Krimiserien aus den 1950er und 1960er Jahren. Sie bezeichnet die Adresse des Detektivbüros Bailey und Spencer in Los Angeles auf dem Sunset-Boulevard. Im Vor- und Abspann der einzelnen Folgen sah man in Großschrift an der Vorderseite des Vordachs über dem Eingang die Anschrift stehen.

### Berggasse 19
Im Haus Berggasse 19 in Wien lebte Sigmund Freud von 1891 an 47 Jahre lang. Dies ist auch die Adresse eines Museums und Archivs zu seinem Leben und Wirken. Unter diesem Titel gibt es ferner einen Film mit Curd Jürgens als Sigmund Freud.

### Porschestraße 911

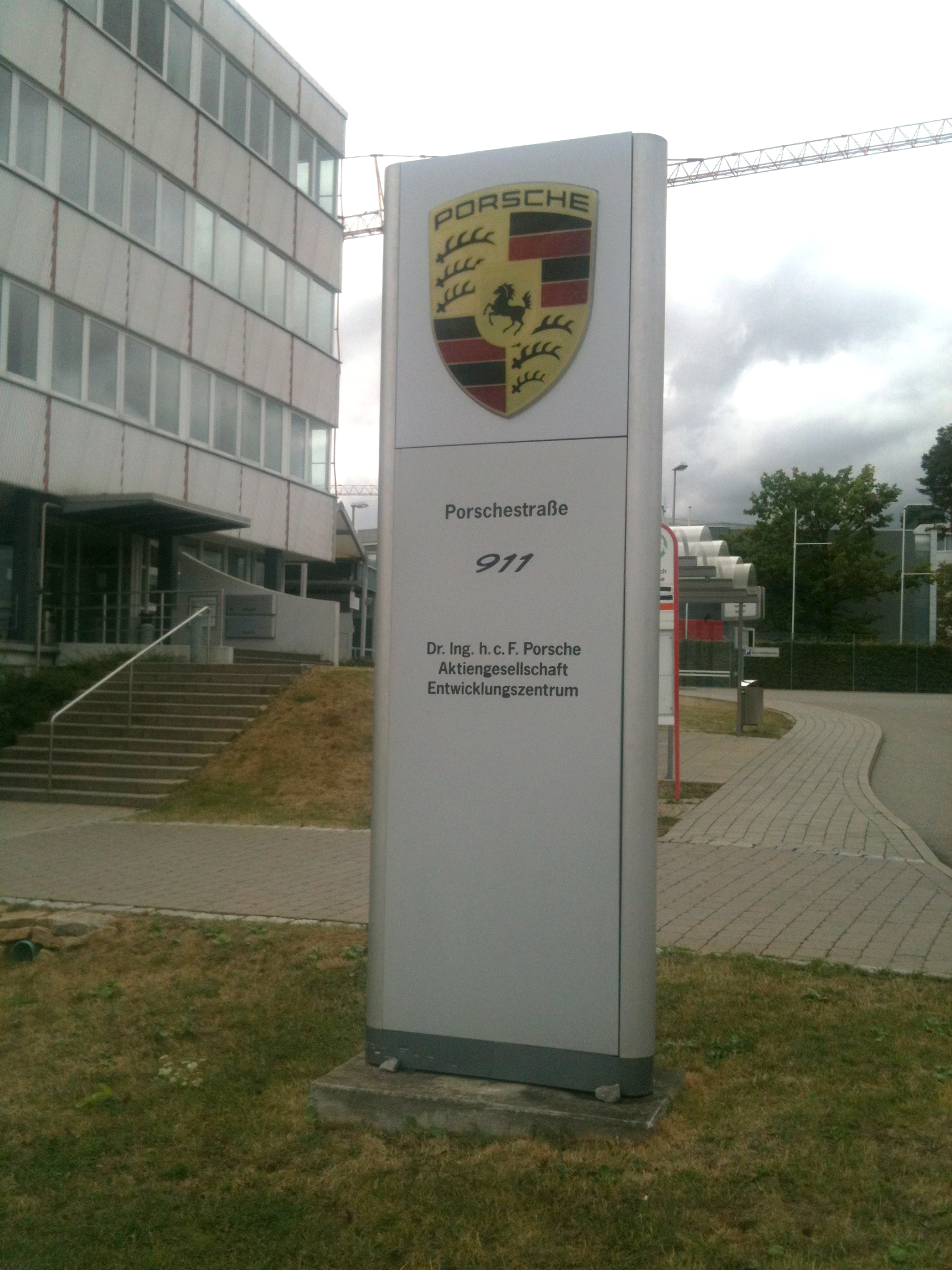
Hausnummer 911 in der Porschestraße, Weissach

Die Porsche AG hat von der Gemeinde Weissach an der Porschestraße für ihr Entwicklungs- und Motorsportzentrum die Hausnummer 911 erhalten. Die Vergabe der Nummer 911 ist eine Ehrung an den Porsche 911, der Sportwagen gilt als Inbegriff der Marke des Unternehmens. Dies belegt die Vergabe von privaten Hausnummern unter Verflechtung mit wirtschaftlichen Anliegerinteressen und abweichend von allgemeinen Grundsätzen der Hausnummerierung.

### Hausnummer Null
Der im Jahr 2024 erschienene Kinofilm Hausnummer Null von Lilith Kugler behandelt das Problem Obdachlosigkeit, bei der man keine feste Wohnadresse hat, mithin die Hausnummer Null hat.
Hiervon abgesehen kommt es gelegentlich vor, dass für ein Gebäude keine Hausnummer, sondern nur ein Straßenname vorhanden ist. Dies betrifft unter anderem Aussiedlerhöfe und ähnliche einzeln gelegene Anwesen, bei denen als Straßenname nur die Bezeichnung des Anwesens dient. Soweit etwa in Formularen die Angabe einer Hausnummer zwingend gefordert wird, wird dann üblicherweise die fingierte Hausnummer „0“ oder auch „1“ angegeben, teilweise auch „o. Nr.“ (ohne Nummer). Zumindest regional (Rheinland-Pfalz) ist es verbreitet, dass in derartigen Fällen die Hausnummer 0 sogar durch die zuständigen Kommunalbehörden in Personalausweise eingetragen wird.

## Amtliche Hauskoordinaten
Für Deutschland wurde im Jahr 2003 eine Gemeinschaft zur Verbreitung der Hauskoordinaten (GVHK) gegründet. Die Arbeitsgemeinschaft der Vermessungsverwaltungen der Länder der Bundesrepublik Deutschland (AdV) verfolgt damit das Ziel, für alle im Liegenschaftskataster enthaltenen und mit einer Hausnummer versehenen Gebäude eine Beziehung zwischen der Adresse (Lagebezeichnung mit Hausnummer) und einem dazugehörigen Koordinatenpaar in verschiedenen Koordinatensystemen zu schaffen und dieses auf dem Markt anzubieten.
Diese Daten können dann vom Kunden (Location-Based-Services, Verlage, Versicherungen, Versorger, Zustelldienste) mit einer ihm verfügbaren Grafik verschnitten werden. Jede gesuchte Adresse kann so sofort in der Grafik angezeigt werden. Die amtlichen Hauskoordinaten definieren somit die genaue Position einer Hausadresse und werden – flächendeckend für das gesamte Gebiet der Bundesrepublik Deutschland – in einem standardisierten Datenformat vertrieben.

## Hausnummern in der Kunst
Paul Klee hat in seinem Werk „Im Alten Stadtteil, Numero drei und dreissig“ aus dem Jahr 1923 (im Museum Berggruen) im Bild und Titel eine exponierte Hausnummer aufgegriffen.